# Uniunea Republicilor Sovietice Socialiste
Uniunea Republicilor Sovietice Socialiste (abreviat URSS) (în rusă Союз Советских Социалистических Республик (СССР), Soiuz Sovetskih Soțialisticeskih Respublik (SSSR), cunoscută și ca Uniunea Sovietică (rusă Советский Союз, Sovetskii Soiuz), a fost un stat întins pe o mare parte din Nordul Eurasiei, și care a existat din 1922 până în 1991. Formarea sa a fost punctul culminant al Revoluției ruse din 1917, cea care l-a îndepărtat pe țarul Nicolae al II-lea. (Pentru denumirea oficială a Uniunii Sovietice în limbile altor republici, vezi Denumiri oficiale ale URSS)
URSS era constituită din mai multe Republici Sovietice Socialiste (RSS-uri). Numărul acestora a variat de-a lungul timpului; la data dezmembrării, URSS număra 15 republici componente. Rusia era, de departe, cea mai mare republică din uniune, dominând în aproape toate domeniile: suprafață, populație, economie și influență politică. Teritoriul URSS a suferit, de asemenea, variații mari; în 1990 corespundea Rusiei Imperiale, cele mai importante excepții fiind Polonia, Finlanda și Alaska.
Cu excepția unei scurte perioade chiar după revoluție, organizarea politică a țării era definită de singurul partid politic recunoscut, Partidul Comunist al Uniunii Sovietice (P.C.U.S.).

## Politica Uniunii Sovietice
Articolul principal: Politica Uniunii Sovietice
Declarația privind formarea Uniunii Republicilor Socialiste Sovietice, prima secțiune a Constituției din 1924, proclamă dictatura proletariatului, pe care cel puțin formal, Uniunea Sovietică era formată. Structura Partidului Comunist al Uniunii Sovietice era bazată pe centralism democratic, metoda leninistă de luare a deciziilor în interiorul Sovietului Suprem și alte instituții sovietice.
Sistemul politic sovietic respingea principiul independenței puterilor, punând puterea legislativă deasupra executivului și deasupra sistemului judiciar. Organul suprem al URSS între 1922 și 1937 era Congresul Tuturor Sovietelor; organul legislativ și administrativ este Comitetul Executiv Central al Sovietelor, format din două camere - Consiliul naționalităților și Consiliul Uniunii. Consiliul Uniunii a fost ales de un congres al reprezentanților republicilor Uniunii în proporție de populația fiecăreia. Consiliul naționalităților era format din cinci membri din fiecare sindicat și republică autonomă și un reprezentant din fiecare regiune autonomă a RSFSR. Ambele camere aveau drepturi egale, iar proiectul de lege nu devenea lege numai dacă ambele camere o adoptau.
Între 1937 și 1989, organul suprem în stat era Consiliul Suprem al URSS (Consiliul Suprem), format din Consiliul naționalităților și Consiliul Uniunii. Reala sursă a deciziilor fiind luată de Consiliului Suprem, deși practica reală a depășit semnificativ dispozițiile constituționale. Legislația zilnică în practică era realizată de către Prezidiul Sovietului Suprem, alcătuit dintr-un președinte, 15 vicepreședinți, un secretar și alți 20 de membri. Sovietul Suprem, ales timp de 4 ani, forma Consiliul de Miniștri, alegea judecători ai Curții Supreme a URSS și numea procurorul general al URSS.
Conform articolului 2 din Constituția URSS-ului din 1977: Toată puterea în URSS aparține poporului. Poporul exercită puterea de stat prin intermediul sovietele deputaților poporului , care alcătuiesc baza politică a URSS-ului. Toate celelalte organe de stat sunt controlate și răspund de sovietele deputaților oamenilor. Erau desemnați candidați din colective de muncă, sindicate, organizații de tineret (Komsomol), organizații creative de amatori și din partid (PCUS). Această Constituție, spre deosebire de cele anterioare, a reflectat pentru prima dată rolul real al PCUS în administrația de stat: „Forța de conducere și de conducere a societății sovietice, nucleul sistemului politic, al statului și al organizațiilor publice este Partidul Comunist al Uniunii Sovietice ”(articolul 6).
În 1989 - 1991, organul suprem al puterii de stat a fost Congresul Deputaților Poporului din URSS, organul legislativ, administrativ permanent (până în 1990) și organul de control - Consiliul Suprem al URSS, format din Consiliul naționalităților și Consiliul Uniunii.
Din 1989 până în 1990, cel mai înalt oficial al URSS era președintele Sovietului Suprem al URSS. În anii 1990 și 1991 Șeful statului sovietic era președintele URSS-ului.
Vezi și: Guvernul U.R.S.S.-ului.

## Relațiile externe
Articolul principal: Relațiile externe ale Uniunii Sovietice

## Republicile
În ultimele decenii, Uniunea Sovietică era compusă din 15 Republici Sovietice Socialiste. După ce au devenit independente, unele au rămas organizate în Comunitatea Statelor Independente (CSI).

Republicile Uniunii Sovietice (1956–1991)

| Republicile Uniunii Sovietice (1956–1991) | Republicile Uniunii Sovietice (1956–1991) | Republicile Uniunii Sovietice (1956–1991) | Republicile Uniunii Sovietice (1956–1991) | Republicile Uniunii Sovietice (1956–1991) |
|                                           | Steag                                     | Republică                                 | Capitală                                  |                                           |
| ----------------------------------------- | ----------------------------------------- | ----------------------------------------- | ----------------------------------------- | ----------------------------------------- |
| 1                                         |                                           | RSFS Rusă                                 | Moscova                                   |                                           |
| 2                                         |                                           | RSS Ucraineană                            | Kiev                                      |                                           |
| 3                                         |                                           | RSS Belarusă                              | Minsk                                     |                                           |
| 4                                         |                                           | RSS Uzbekă                                | Tașkent                                   |                                           |
| 5                                         |                                           | RSS Kazahă                                | Almatî                                    |                                           |
| 6                                         |                                           | RSS Georgiană                             | Tbilisi                                   |                                           |
| 7                                         |                                           | RSS Azerbaidjană                          | Baku                                      |                                           |
| 8                                         |                                           | RSS Lituaniană                            | Vilnius                                   |                                           |
| 9                                         |                                           | RSS Moldovenească                         | Chișinău                                  |                                           |
| 10                                        |                                           | RSS Letonă                                | Riga                                      |                                           |
| 11                                        |                                           | RSS Kirghiză                              | Bișkek                                    |                                           |
| 12                                        |                                           | RSS Tadjikă                               | Dușanbe                                   |                                           |
| 13                                        |                                           | RSS Armenească                            | Erevan                                    |                                           |
| 14                                        |                                           | RSS Turkmenă                              | Așgabat                                   |                                           |
| 15                                        |                                           | RSS Estonă                                | Tallinn                                   |                                           |

## Economia
Bazată pe un sistem de proprietate de stat, economia sovietică era controlată prin Gosplan (Comisia de Planificare a Statului) și Gosbank (Banca de Stat). De la dizolvarea Uniunii Sovietice, aproape toate republicile sovietice au renunțat la economia centralizată planificată și proprietatea de stat.

## Cultura
- Cinematografia sovietică
- Televiziunea sovietică
- Marea Enciclopedie Sovietică

## Istoria

### 1917–1922: Lenin: De la revoluție la consolidare

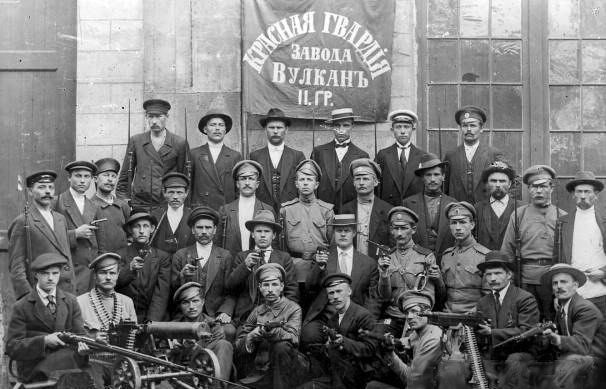
Garda Roșie în fabrica Vulkan
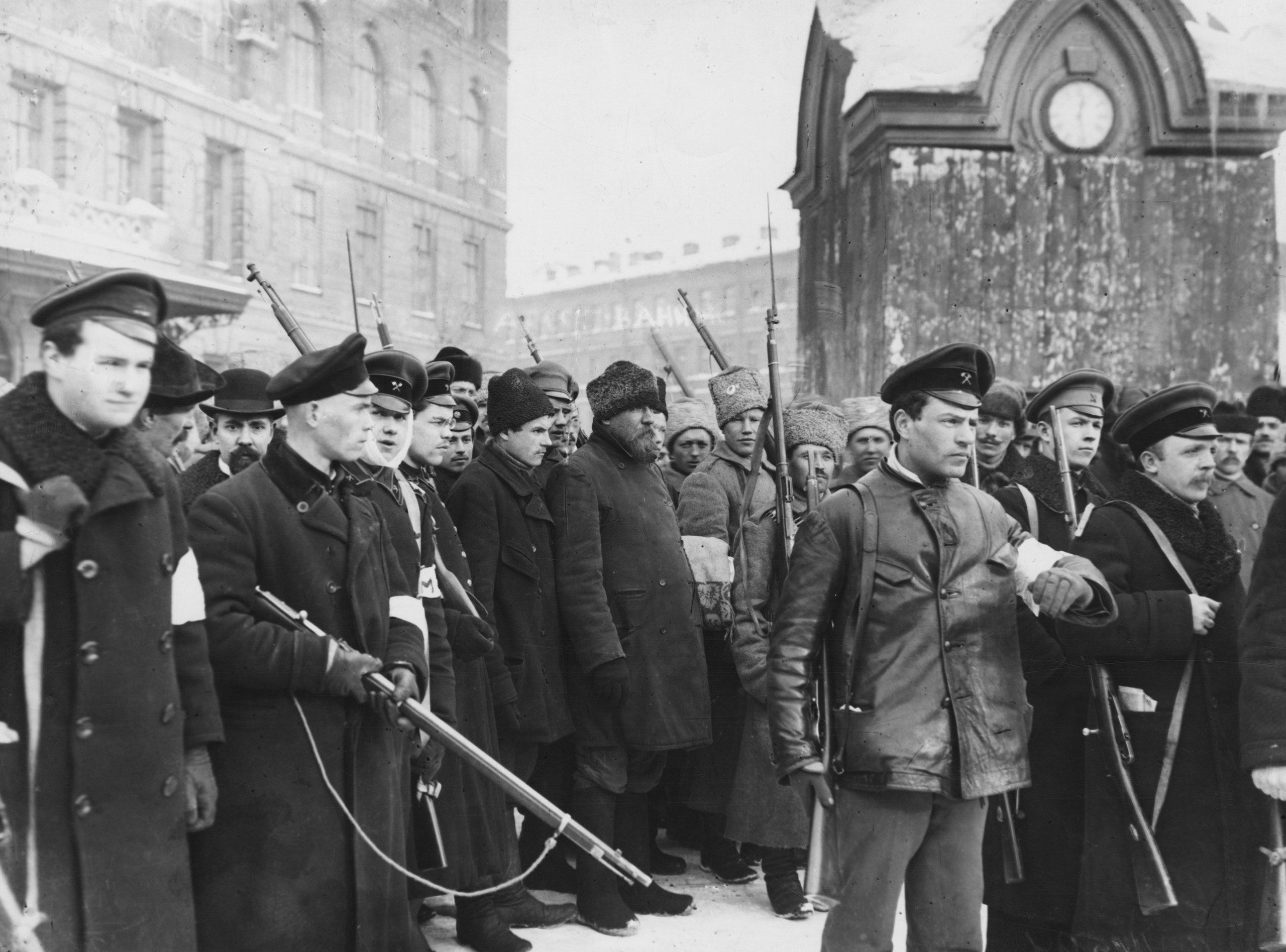
Muncitori și soldați arestând polițiști susținători al fostului regim în Petrograd
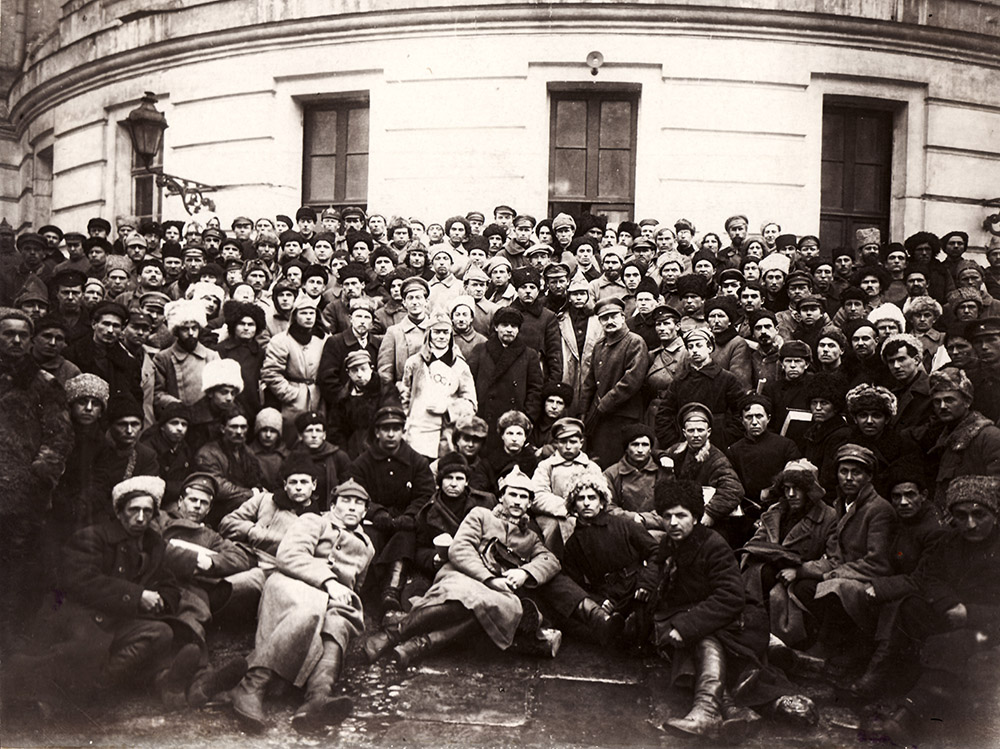
Lenin, Voroșilov și Troțki cu delegații la Congresul X al Partidului Bolșevic

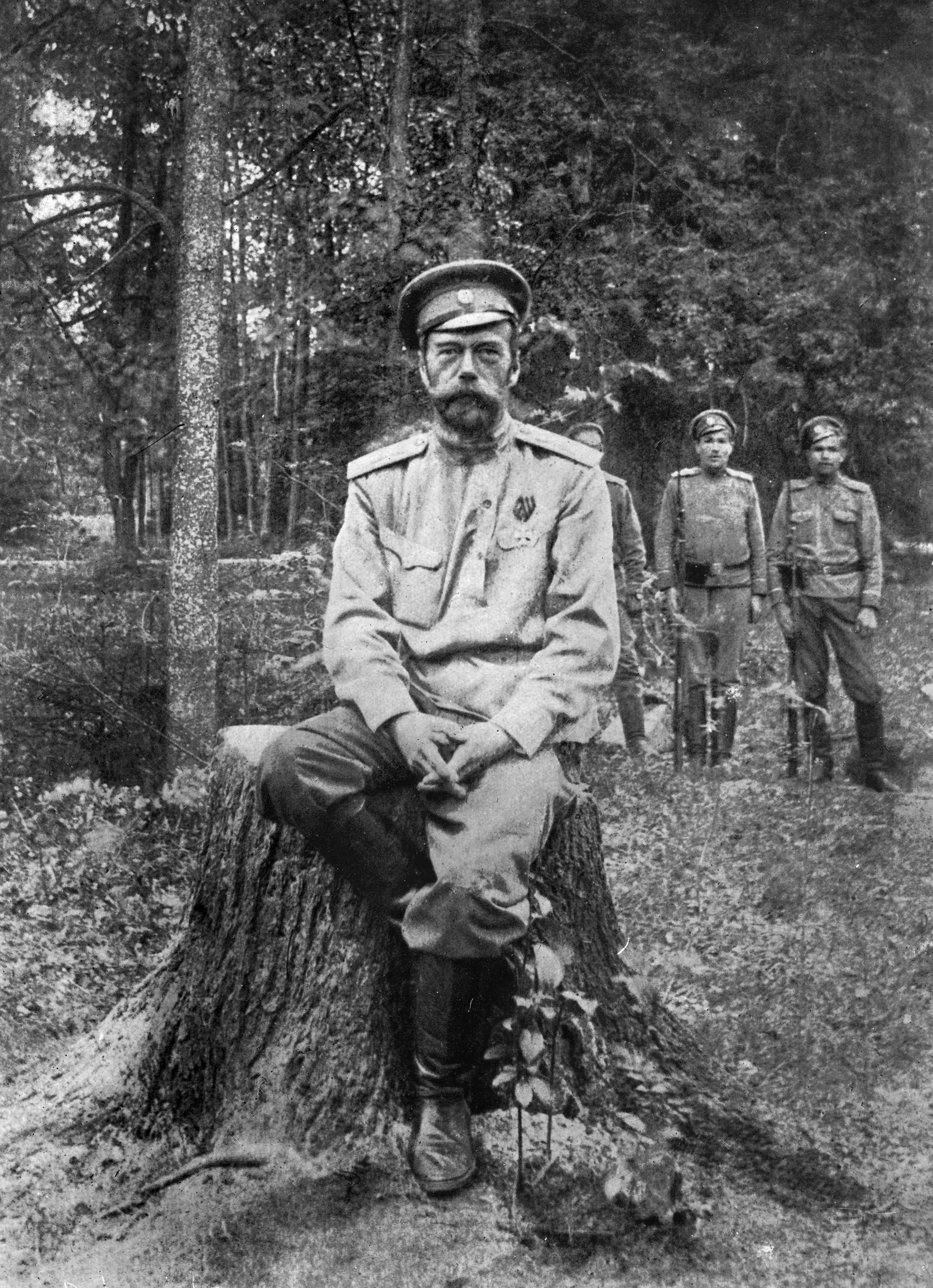
Nicolae al II-lea după abdicare

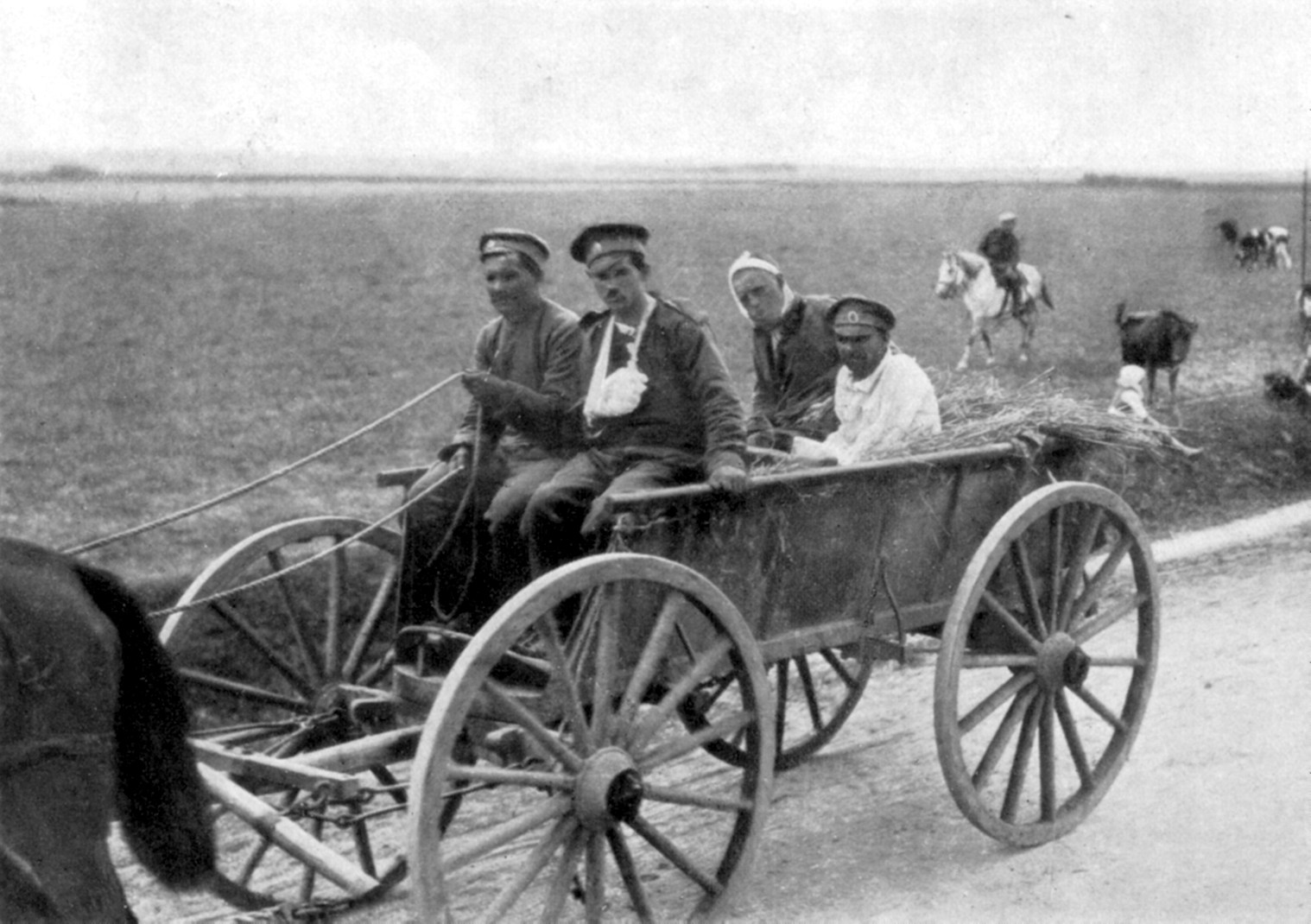
Soldați ruși răniți întorcându-se de pe front

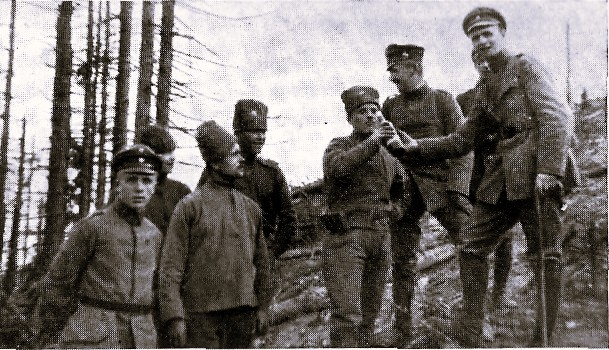
Soldați ruși și germani întâlnindu-se pe „pământul nimănui”

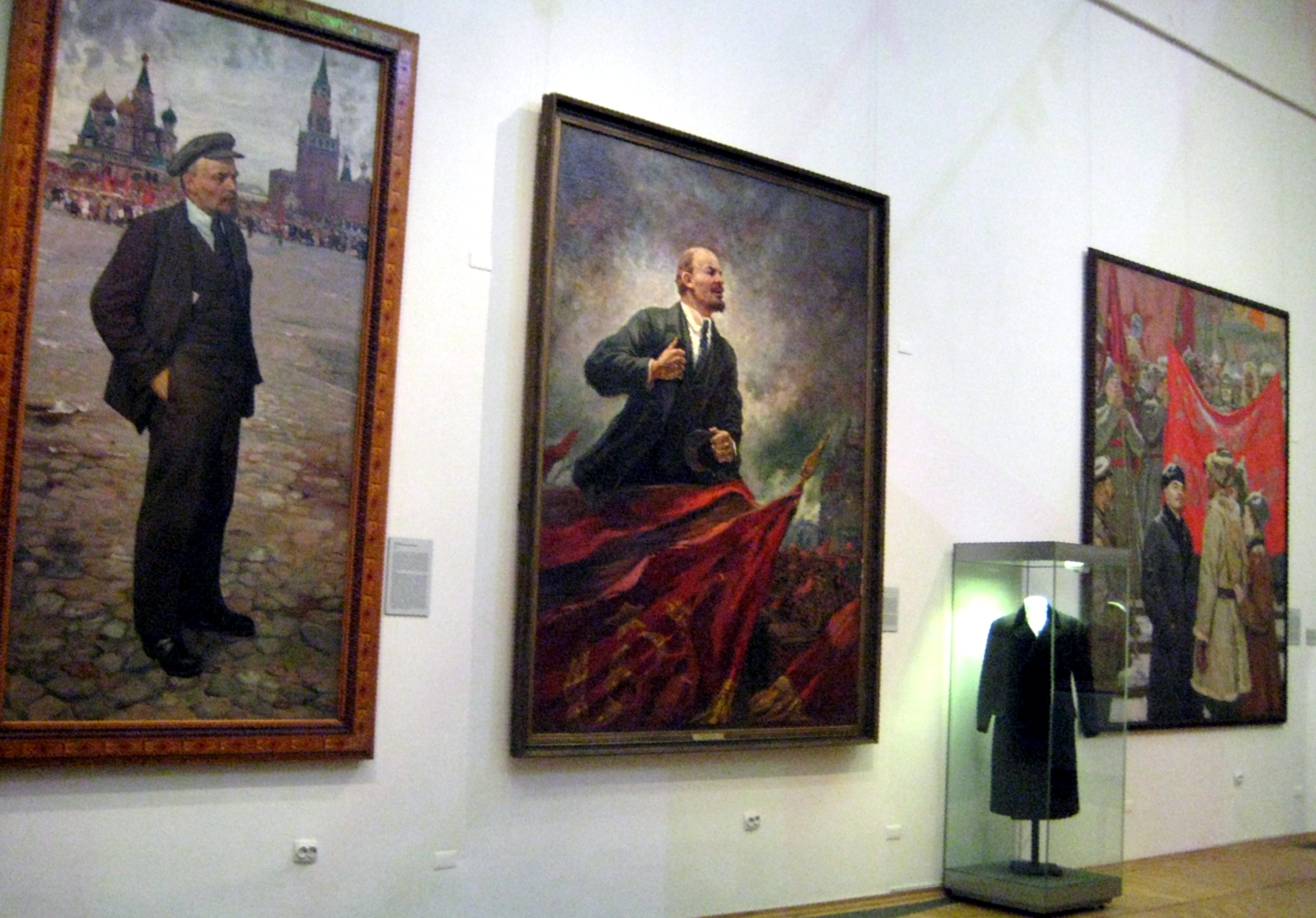
Portretele lui Lenin

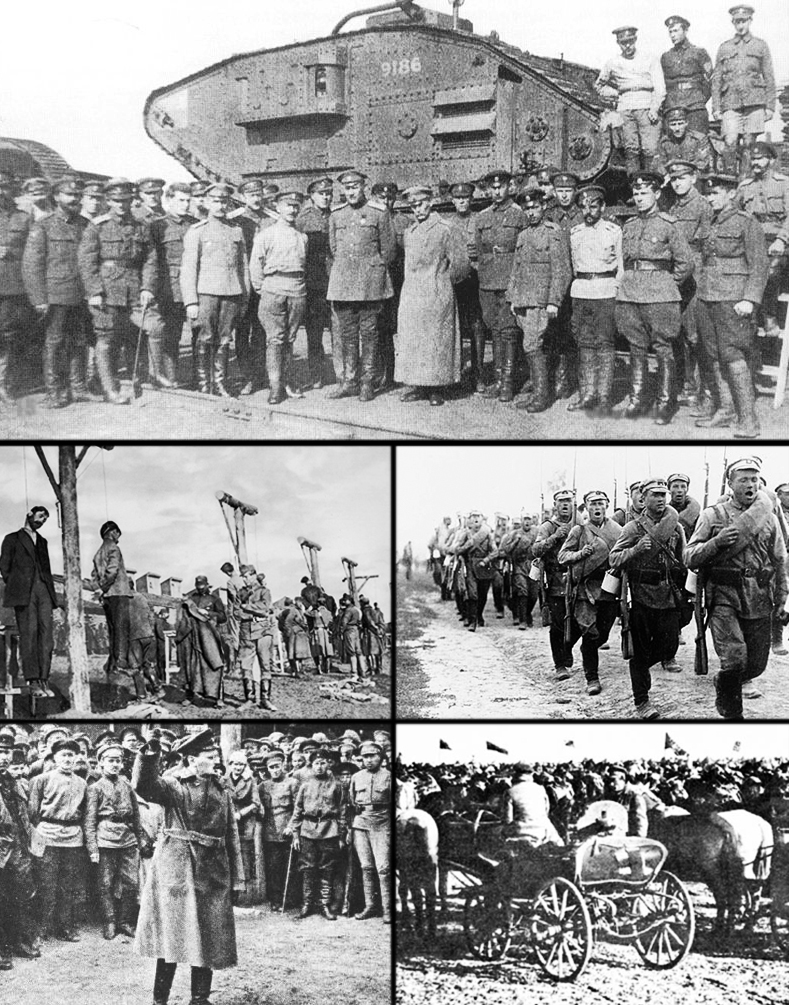
Războiul Civil Rus

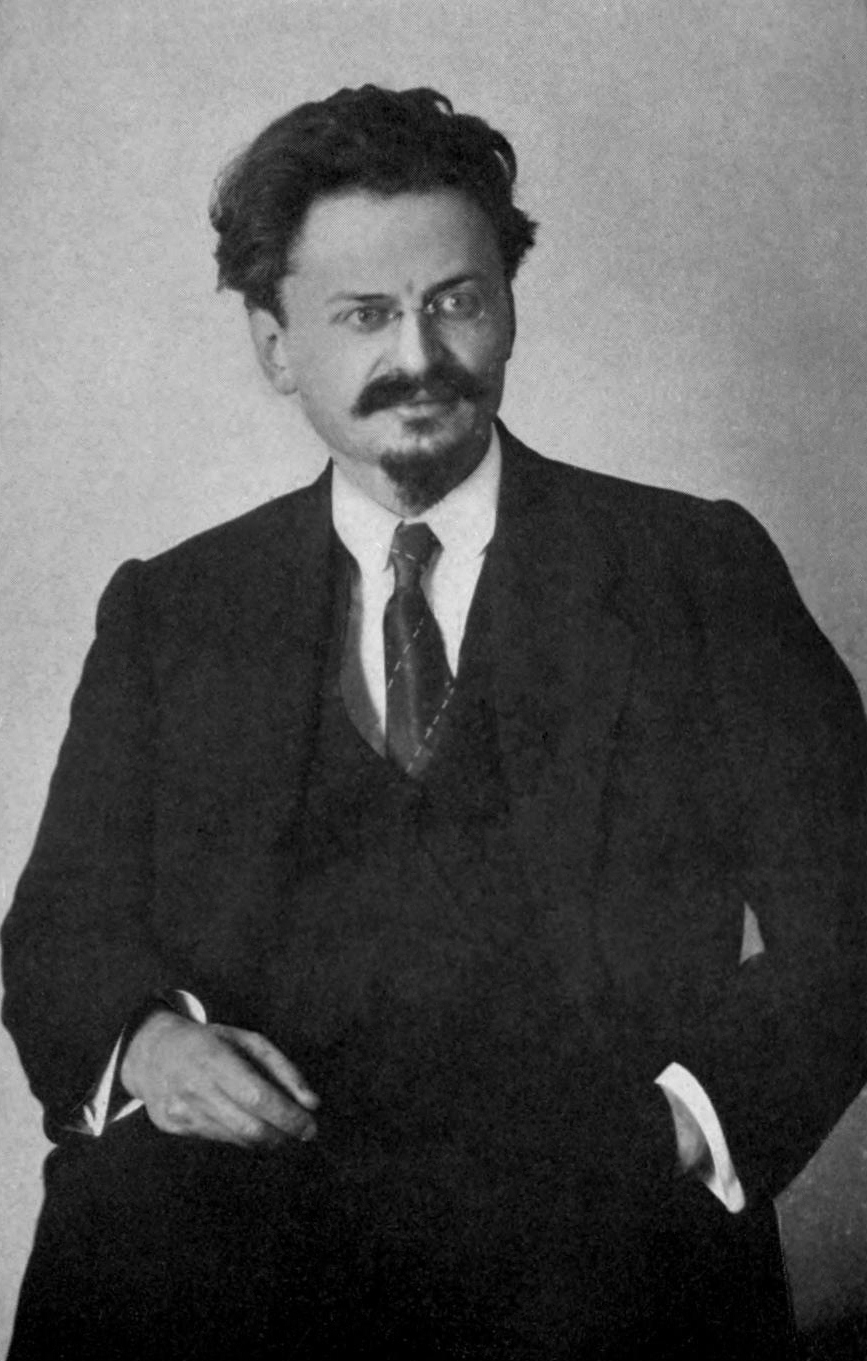
Lev Troțki

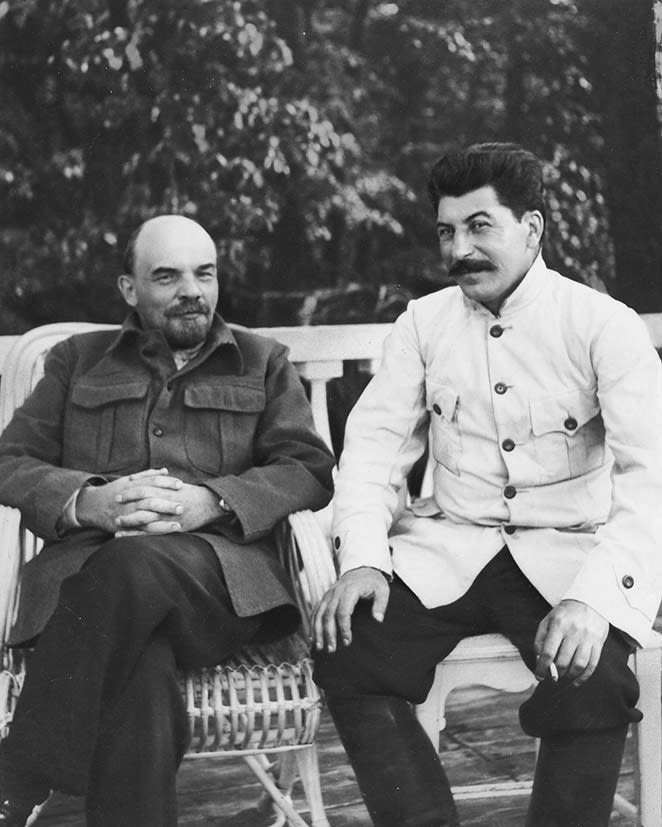
Lenin și Stalin

Numărul de morți, criza de produse și corupția din timpul Primului Război Mondial au dus la nemulțumirea crescândă a populației ruse față de autocrația țaristă. Cererile de încetare a războiului erau tot mai frecvente din partea armatei și populației civile. Soldații tindeau chiar să fraternizeze cu inamicii. În martie 1917, unitățile militare din St. Petersburg au refuzat ordinul Țarului Nicolae al II-lea de a suprima greva muncitorilor prin forță. Armata s-a aliat cu muncitorii, iar la 15 martie 1917 l-au forțat pe țar să abdice în timpul Revoluției din Februarie. 
După abdicarea țarului a fost creat un guvern provizoriu condus de cneazul Lvov care a proclamat dreptul la libertate politică, susținut de menșevici, social-democrați moderați. În multe orașe, muncitorii și soldații s-au organizat în soviete pentru a cere schimbări sociale, declarându-se adversarii puterii guvernului provizoriu. 
În aprilie 1917, liderul comunist al revoluționarilor și al bolșevicilor, Vladimir Ilici Ulianov, cunoscut ca Vladimir Lenin, s-a întors la St. Petersburg din exilul său din Elveția. Prin Tezele din Aprilie, a cerut declararea imediată necondiționată a păcii și redistribuirea pământurilor țăranilor. A cerut sfârșitul coaliției guvernului provizoriu și putere absolută pentru soviete. În iulie 1917, bolșevicii au încercat să comită o lovitură de stat, dar au eșuat. 
Conflictul dintre Soviete și guvernul provizoriu condus de premierul Aleksandr Kerenski a escaladat. Premierul refuză să cedeze în față cererilor de reforme sociale. După septembrie 1917, Lenin și bolșevicii au plănuit o nouă revoltă împotriva guvernului. 
Pe 7 noiembrie 1917 a izbucnit Revoluția din Octombrie. Lev Troțki a condus Garda Roșie Bolșevică, ocupând punctele strategice din St. Petersburg și a asediat Palatul de Iarnă, sediul guvernului provizoriu. Guvernul lui Kerenski a fost arestat, iar Lenin a format Sovietul Comisarilor Poporului, primul guvern sovietic. 
Bolșevicii au încheiat războiul împotriva Puterilor Centrale la 3 martie 1918 prin Tratatul de la Brest-Litovsk. Lenin a acceptat termenii duri impuși de Germania din cauza tulburărilor interne din Rusia. Marii proprietari de terenuri și industriașii au fost expropriați fără despăgubiri, băncile au fost naționalizate, partidele de opoziție au fost interzise, iar Parlamentul Democratic a fost desființat. Comisia Extraordinară-CEKA, poliția secretă avea rolul de a asigura autoritatea exclusivă a bolșevicilor. 
Prima fază a reformelor revoluționare s-a sfârșit în martie 1918 cu mutarea guvernului sovietic în frunte cu Lenin de la Petrograd la Moscova, la Kremlin. Guvernul nu era însă în siguranță pe deplin. În 1918, alianța contrarevoluționară a monarhiștilor, menșevicilor și a puterilor non-socialiste au format Garda Albă care se înfruntă cu Garda Roșie într-un război civil sângeros ce a durat trei ani. Nicolae și familia sa au fost executați la 17 iulie 1918 de Sovietul din Ekaterinburg pentru a nu fi eliberați de Garda Albă ce se apropia de oraș. 
În ciuda sprijinului acordat Albilor de către foștii aliați ai Rusiei din cadrul Antantei din Primul Război Mondial, la începutul anului 1922, Armata Roșie a învins. Roșii au cucerit treptat Georgia, Ucraina, Armenia, Azerbaidjan, precum și state care s-au declarat independente după Tratatul de la Brest-Litovsk. 
Războiul Polono-Rus din 1920-1921 și foametea cumplită din iarnă următoare nu mai reprezentau probleme serioase pentru conducerea bolșevică. 
În 1922, noul stat socialist era de dimensiunea fostului imperiu rus. 
Republica Socialistă Federativă Sovietică Rusă s-a unit cu Republica Sovietică Socialistă Ucraineană și Republica Sovietică Socialistă Belarusă, formând Uniunea Republicilor Sovietice Socialiste - URSS sau Uniunea Sovietică, care a devenit primul stat comunist din istorie, salutată cu bucurie de socialiștii de pretutindeni.

### 1922–1940:Stalin: Regimul terorii șiMarea Epurare

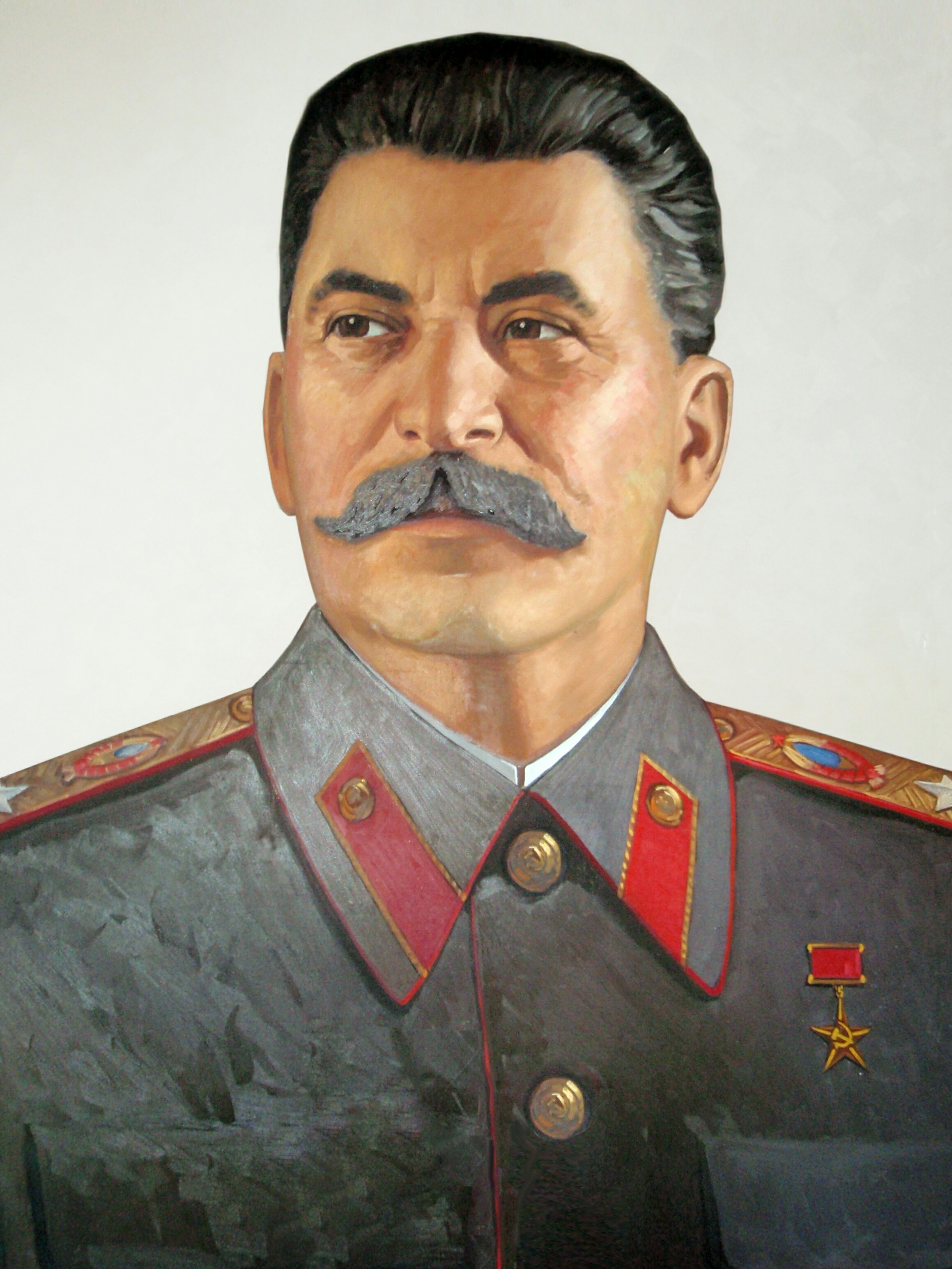
Stalin

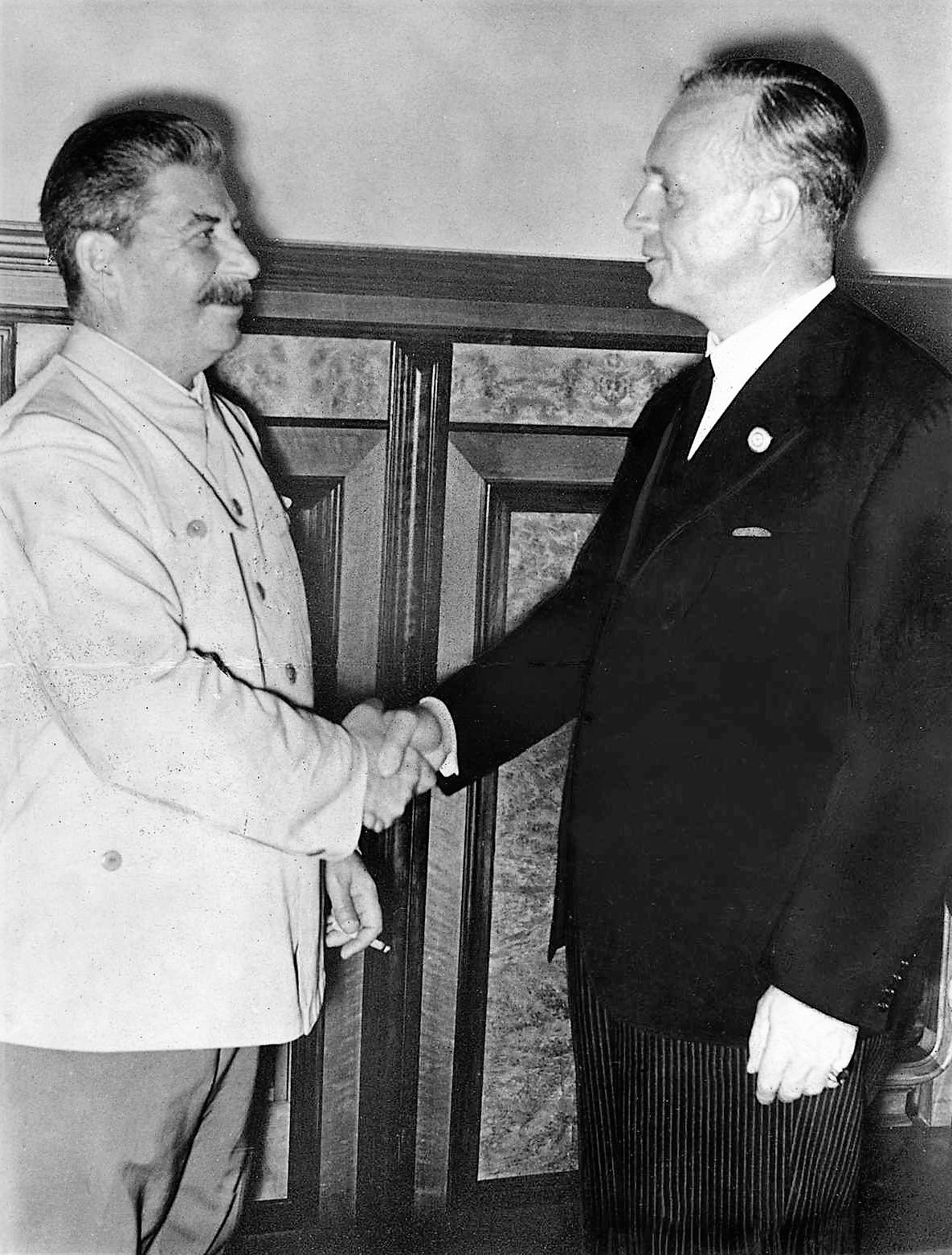
Stalin la Pactul Ribbentrop-Molotov

În 1922, Lenin s-a îmbolnăvit, iar luptele pentru succesiune din interiorul partidului au izbucnit. Stalin și-a folosit puterea ca secretar al Partidului Comunist pentru a-i numi discipolii săi, precum Kamenev și Zinoviev, în funcții importante în guvern și în partid și pentru a-și asigura o poziție-cheie în structura partidului. 
Deși Lenin recomandase în testamentul său înlocuirea lui Stalin din funcția de secretar general pe care îl suspecta de acapararea puterii, acesta și-a învins rivalii politici după moartea lui Lenin la 21 ianuarie 1924. Războiul civil și intervențiile internaționale pentru anihilarea revoluției au creat temeri și agitații permanente.  
În 1929, Stalin și-a eliminat oponenții de la conducerea guvernului și a partidului, prin coaliții și tertipuri șirete. În 1927, l-a exclus din partid pe Troțki, rivalul său cel mai puternic, iar în 1929 l-a expulzat din țară. Troțki susținea că URSS se putea menține dacă revoluția era continuată în țările europene industrializate, însă Stalin milita pentru consolidarea și impunerea cu cruzime a unei ordini socialiste în propria țară. Aflat în exil în Mexic, Troțki a fost asasinat în 1940 de către serviciile secrete sovietice. 
Impunând industrializare și colectivizare agricolă cu forța, dictatura lui Stalin a devenit un sistem sângeros de suprimare. În 1924, URSS era recunoscută de majoritatea statelor europene. 
Stalin, al cărui nume real era Iosif Vissarionovici Djugașvili, fiu de cizmar și preot exclus din Seminarul Ortodox pentru organizarea unor demonstrații și greve, s-a alăturat bolșevicilor după întoarcerea lui Lenin din exil, care îi admira talentul organizatoric. 
Prioritatea URSS-ului în relațiile externe era asigurarea unui sistem de guvernare. În 1934, URSS s-a alăturat Societății Națiunilor și a semnat pacte de neagresiune și tratate de ajutor reciproc. După reînarmarea Germaniei naziste în anii 1930, concesiile puterilor occidentale din Acordul de la Munchen au reîntărit suspiciunile lui Stalin după ce statele capitaliste vestice au trădat democrația în Războiul Civil Spaniol. Stalin a decis să încheie o alianța paradoxală ideologic cu Germania pentru a evita un conflict major care va rezistă până la 22 iunie 1941 când Hitler avea să încalce tratatul. 
În anii 1930, dictatura lui Stalin era menținută și prin intermediul cultului personalității care devenise tot mai puternic și prin dezvoltarea statului că un mecanism administrativ rigid, controlat de la centru. Politică stalinistă era declarată că dogmă socialistă. În 1936 a fost stabilită hegemonia Partidului Comunist la toate nivelurile societății și ale statului. Poliția secretă supraveghea populația și elimina opozanții prin împușcare, muncă silnică în gulaguri și deportări în Siberia. 
În 1928, Stalin pune capăt Noii Politici Economice și introduce colectivizarea forțată a gospodăriilor țărănești, fiind combinate în cooperative agricole. Țăranii care dețineau suprafețe mari și medii erau calificați drept „culaci” (chiaburi), dușmani ai poporului și exploatatori, campania de „Desculacizare” . Pământurile le-au fost confiscate, iar aceștia au fost trimiși în lagăre de muncă din Siberia. A urmat un colaps temporar al agriculturii, anume Foametea Sovietică 1932-1933. În Ucraina au murit 4 milioane de oameni din cauza foametei, fenomen cunoscut în istorie drept Holodomor. 
În 1932, realismul socialist s-a impus în toată cultura, în literatură și artă pentru a-i instrui pe cetățeni în spiritul socialismului, motivul central fiind „Omul Muncii” care reprezenta progresul socialist, sculpturi și picturi murale ce împodobeau clădirile, reprezentând bărbați și femei în muncind. 
În 1935-1939, Stalin și-a eliminat toți oponenții reali sau închipuiți, prin Marea Epurare. Persecuțiile au avut loc la toate nivelurile partidului și ale statului. Milioane de oameni au fost exterminați sau trimiși la muncă silnică, sub acuzația că erau spioni, sabotori sau lipitori care sugeau sângele poporului. Critica la adresa politicii oficiale era catalogată ca fiind deviaționistă, iar vinovații erau acuzați că acționau în numele puterilor străine. 
În 1937-1938, Stalin a eliminat elita militară, 35 000 de ofițeri fiind arestați și 30 000 fiind executați. Persoane de alte etnii au fost victime ale persecuției staliniste. Republica Germană de pe Volga fiind desființată în 1941, locuitorii acesteia au fost trimiși în lagăre de muncă. 
Membrii de partid importanți au fost judecați în trei mari procese publice, sub acuzația de contrarevoluționari. Dintre membrii Comitetului Central al partidului, aleși în 1934, 2/3 nu au supraviețuit anilor 1937-1938. 
Până la sfârșitul epurării din 1939, toată elita revoluționară din 1917 a fost anihilată și înlocuită în toate zonele structurii de partid de apparatcik, a căror loialitate față de Stalin era asigurată. 
| |
| |
| Poza în care Nicolai Ejov apărea alături de Stalin a fost retușată de cenzorii sovietici. Asemenea modificări ale pozelor oficiale erau un lucru obișnuit în timpul regimului stalinist. |

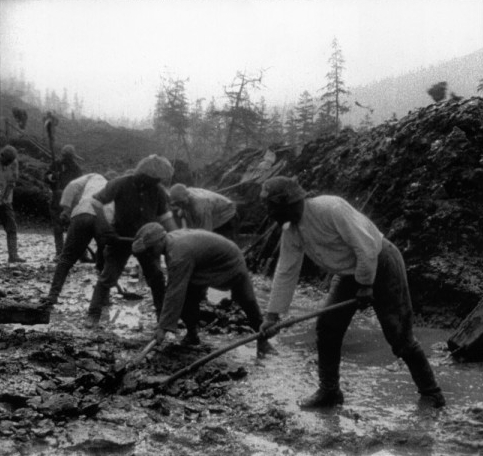
Oameni condamnați la muncă silnică
Holodomor
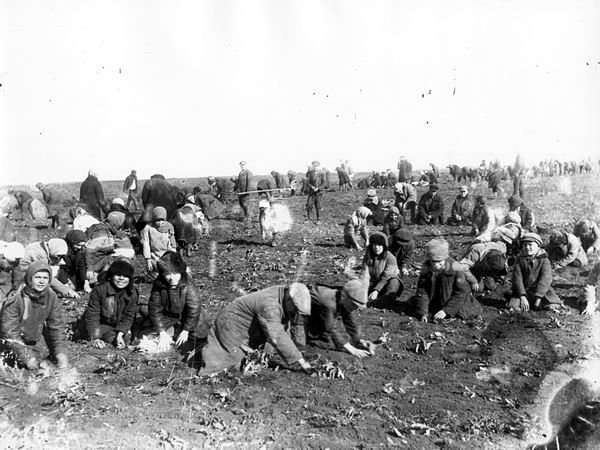
Copii culegând cartofi înghețați de pe un teren colectivizat

### 1940–1953: De la luptele de pe Frontul de Est laRăzboiul Rece
URSS a semnat un pact de non-agresiune cu Germania Nazistă, Pactul Ribbentrop-Molotov, pe 23 august 1939. Tratatul presupunea pe lângă prevederi de non-agresiune și un protocol secret prin care erau împărțite teritorii din România, Polonia, Lituania, Letonia, Estonia și Finlanda între sferele germane și sovietice de influență, anticipând rearanjamente teritoriale și politice. 
Germania a invadat vestul Poloniei la 1 septembrie 1939, iar Uniunea Sovietică a invadat estul Poloniei pe 17 septembrie. A urmat apoi anexarea Țărilor Baltice și sud-estului Finlandei, precum și a Basarabiei, nordul Bucovinei și regiunea Herța din România. Protocolul secret avea să fie recunoscut de sovietici abia în 1989. 

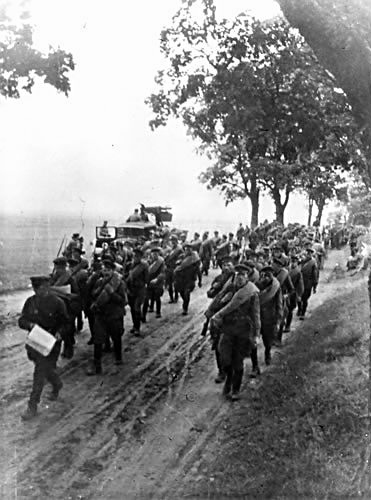
Invazia Poloniei de către sovietici, anul 1939

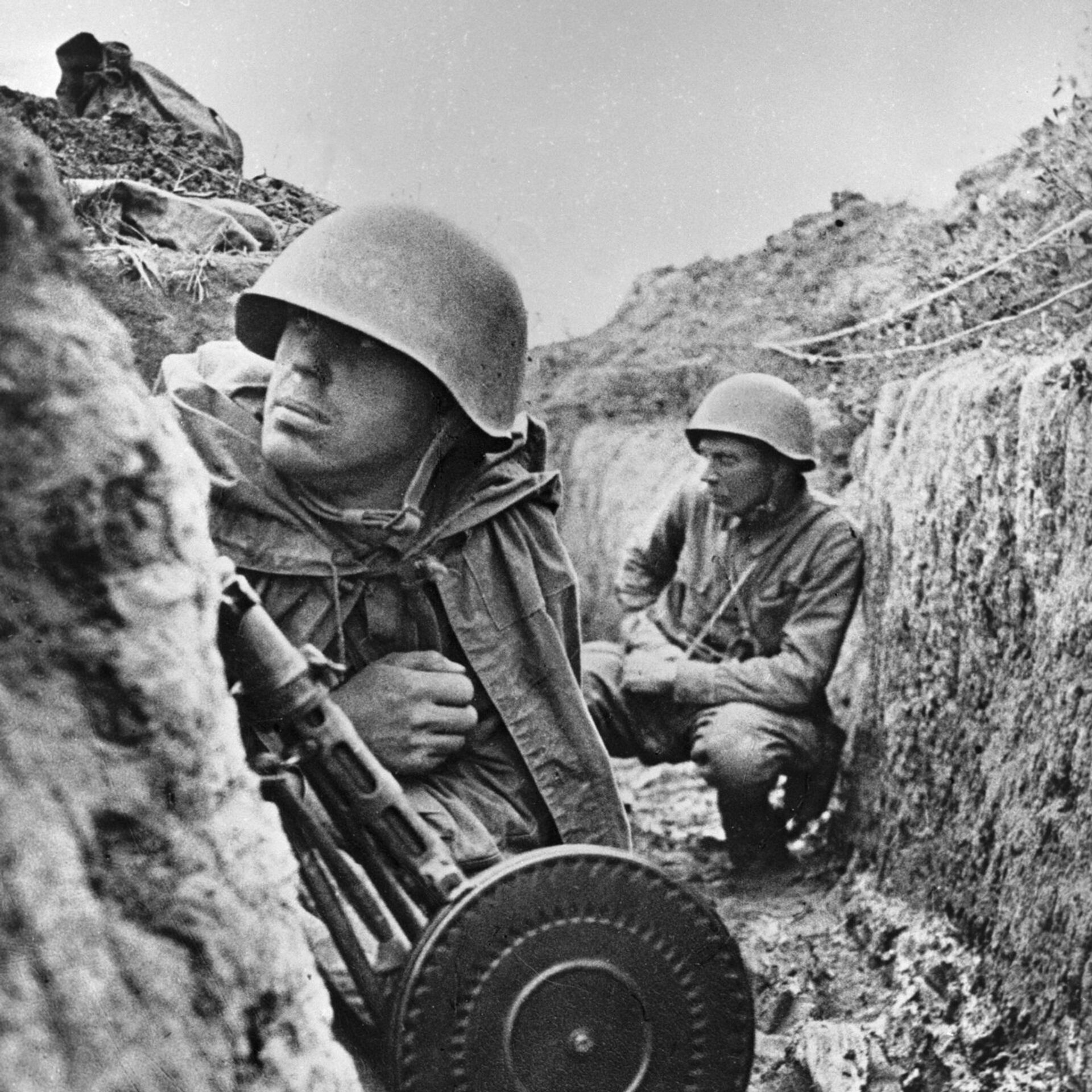
Bătălia de la Leningrad
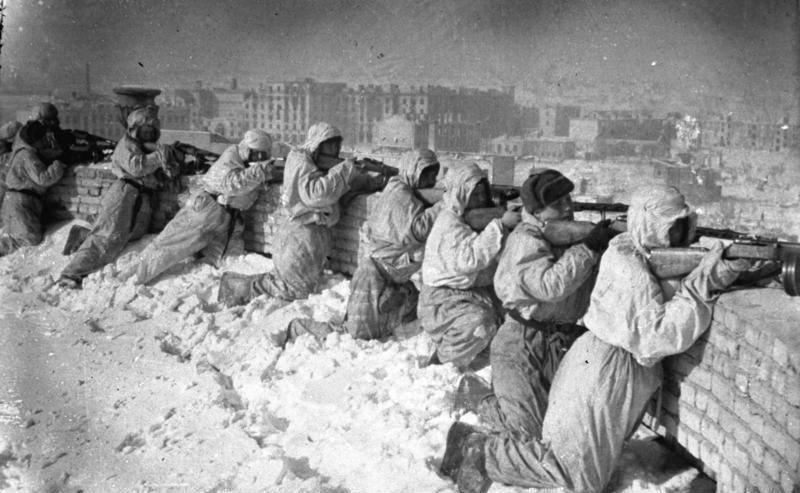
Bătălia de la Stalingrad
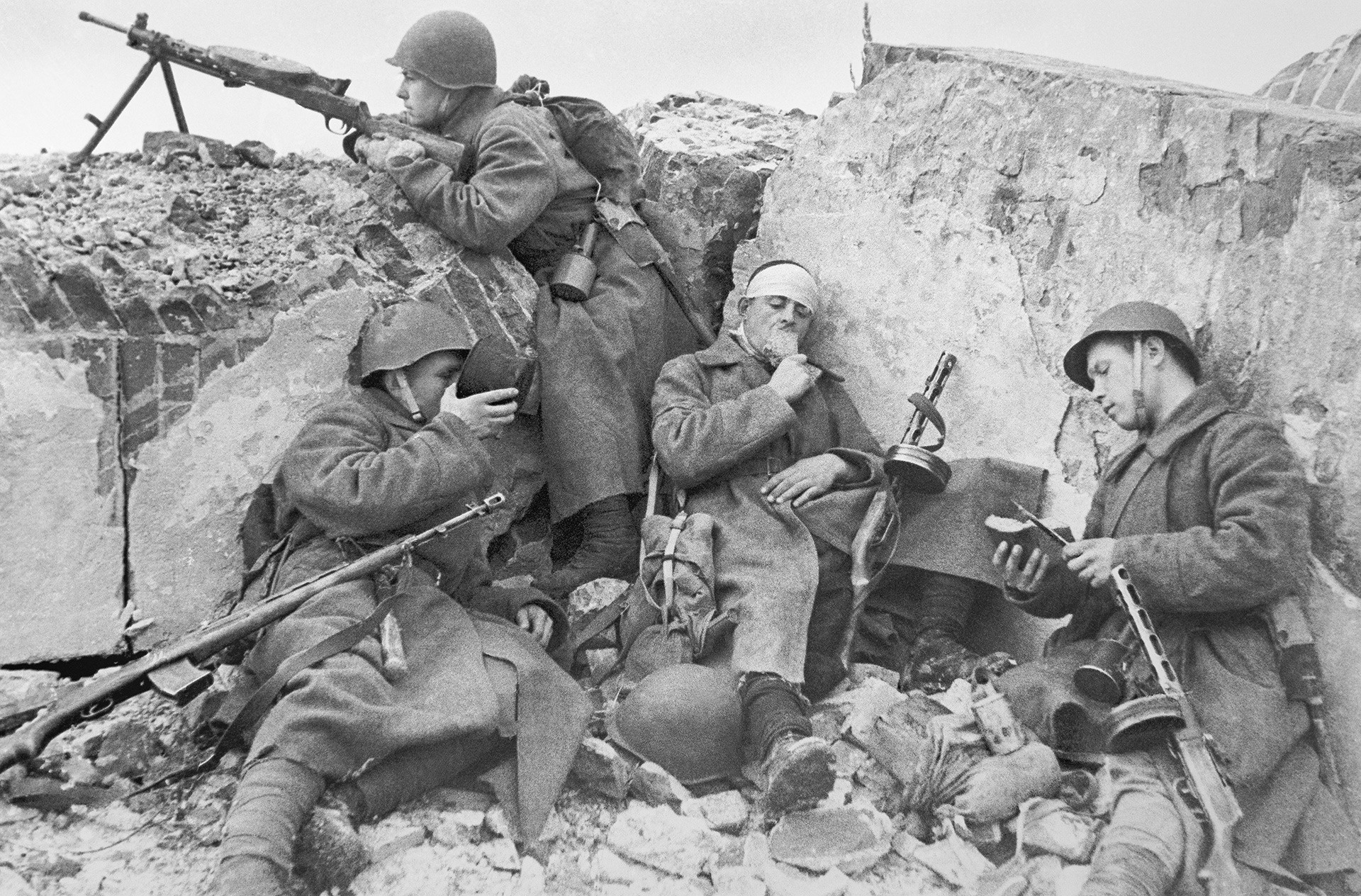
Soldați sovietici
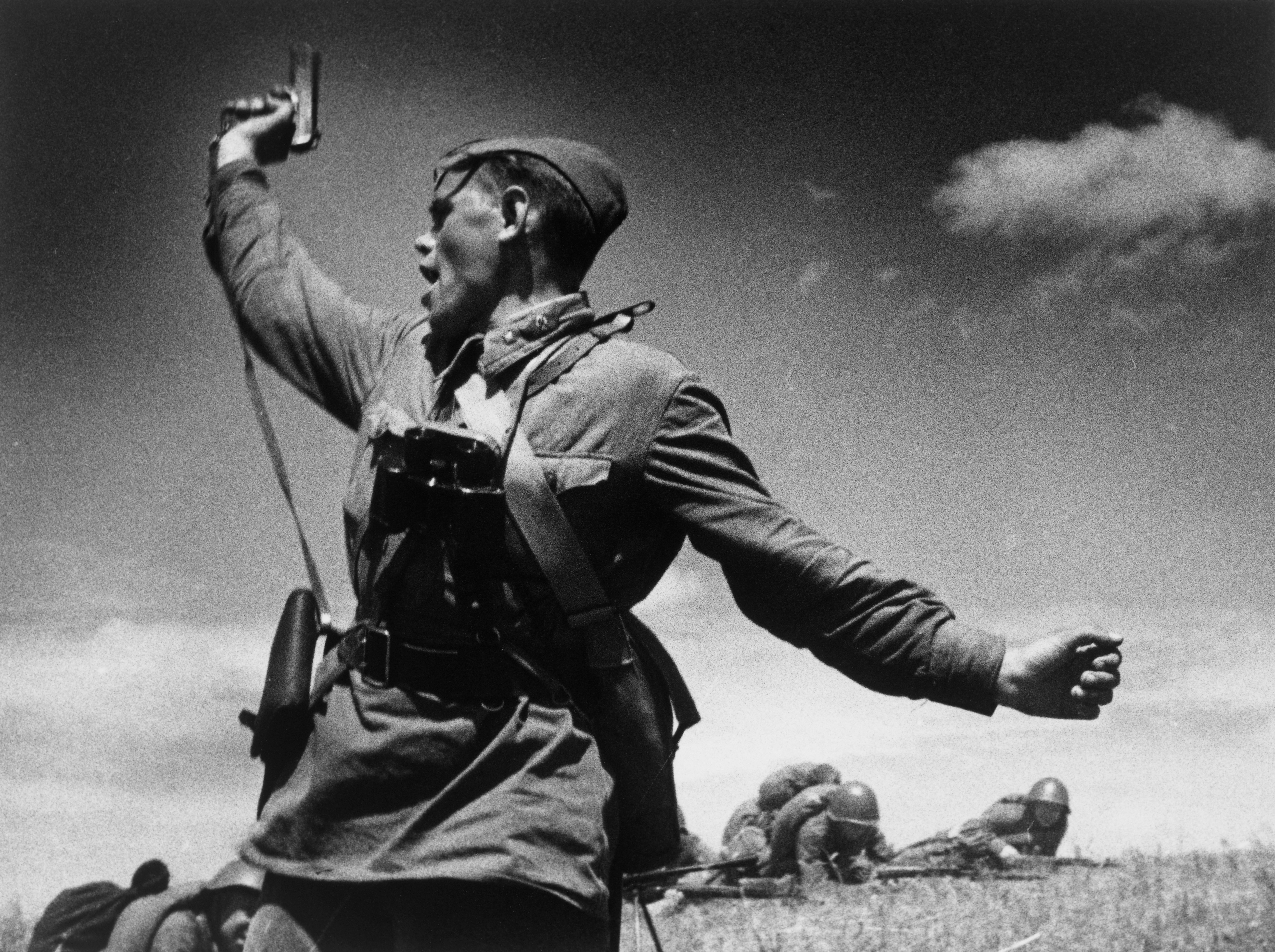
Comandant de batalion
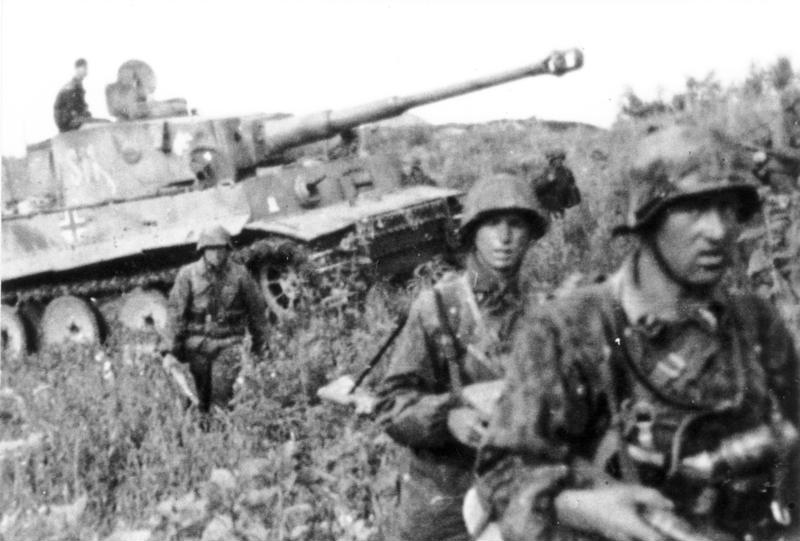
Bătălia de la Kursk
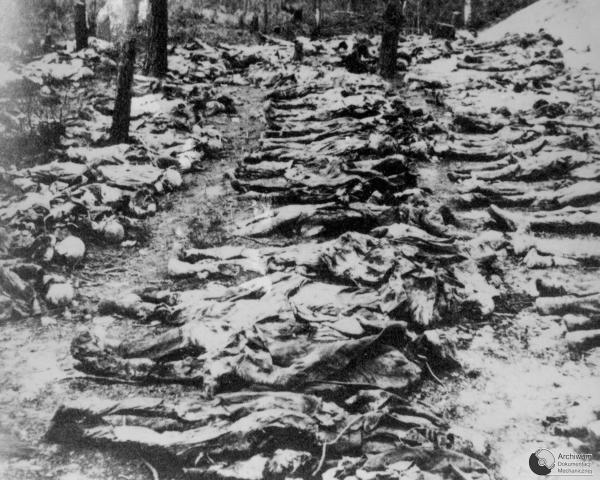
Cadavrele unor oameni uciși in masacrul de la Katyn
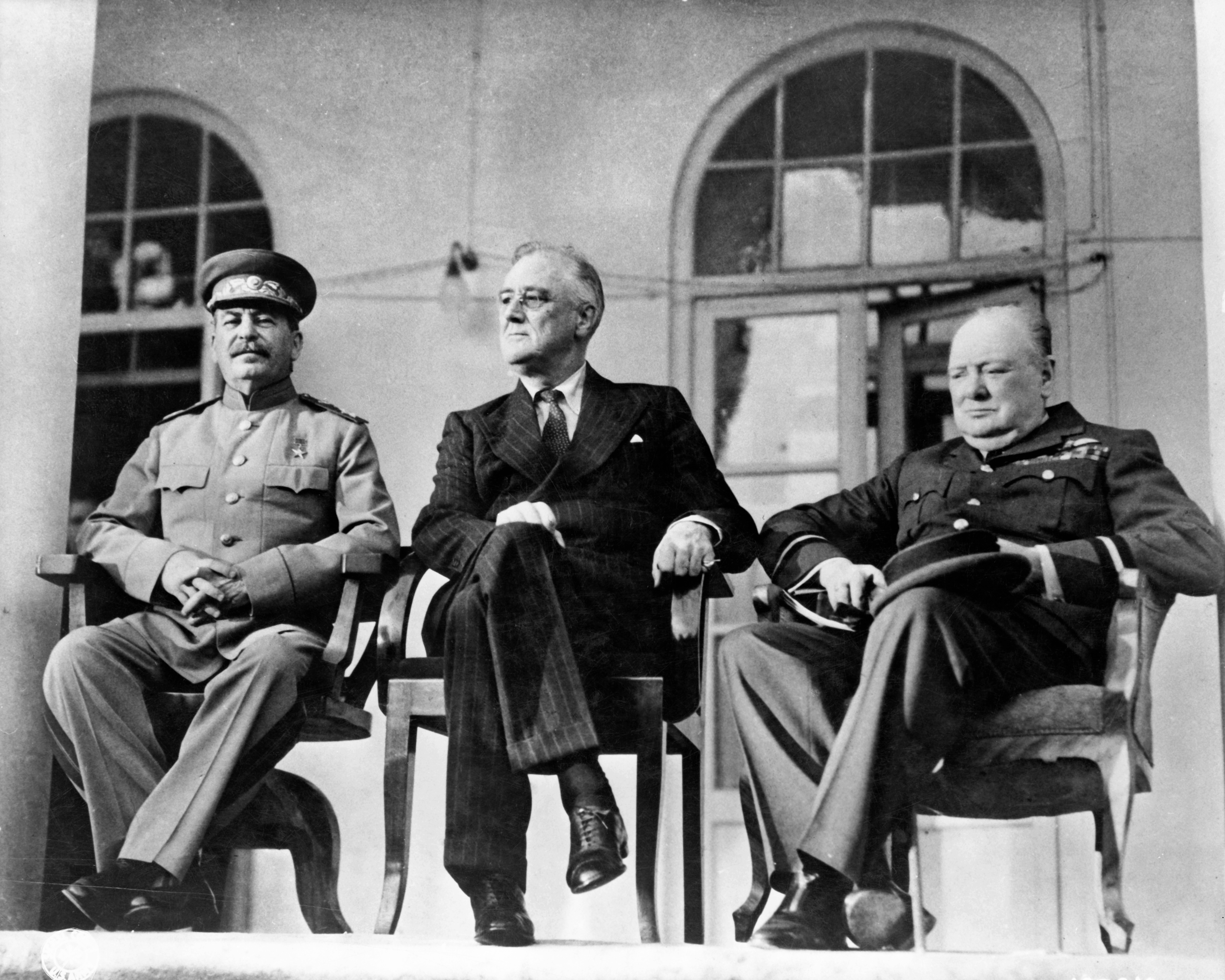
Conferința de la Teheran

În iunie 1941, Adolf Hitler a lansat o invazie a Uniunii Sovietice, deși Stalin ignorase rapoarte despre o eventuală invazie germană. Stalin era convins că numărul total de forțe armate ale aliaților vor opri Germania. Au loc Epurările Armatei Roșii din 1941, peste 300 de militari de rang înalt sunt executați. În următorii patru ani, Uniunea Sovietică a respins numeroase ofensive germane în Bătălia de la Stalingrad și în Bătălia de la Kursk, conducând cu succes operațiunea de ofensivă Vistula-Oder, Stalin începând să asculte mai mult de sfaturile generalilor săi. 
Cea mai mare parte din seria de lupte sovietice au avut loc pe Frontul de Est, luptele extinzându-se în Finlanda. URSS, în colaborare cu britanicii, a anexat nordul Iranului și a declarat mai târziu război Japoniei. 
Stalin s-a întâlnit cu Winston Churchill și cu Franklin D. Roosevelt la Conferința de la Teheran și a început să discute despre un război împotriva Germaniei dus pe două fronturi și împărțirea Europei postbelice. 

Pierderi omenești în cel de-al Doilea Război Mondial

În aprilie 1945, Berlinul a căzut în mâinile sovieticilor, iar naziștii au capitulat.
Alungarea invaziei naziste și obținerea victoriei a însemnat sacrificii imense pentru Uniunea Sovietică care a suferit cele mai mari pierderi militare în cel de-al doilea război mondial, pierzând 20 milioane de oameni. 
Stalin s-a implicat personal în război și a inițiat tactici dubioase aplicate în masacrul de la Katyn, Ordinul nr. 270, Ordinul nr. 227 și masacrul prizonierilor de către NKVD. În întreagă Europa estică și centrală, sovieticii au comis violuri și jafuri și tratamente abuzive asupra prizonierilor și opozanților. 
URSS era una dintre puterile victorioase de după război. La Conferințele de la Ialta din 1943 și Potsdam din 1945, Stalin, Roosevelt și Churchill și-au împărțit zonele de influență din Europa postbelică. În anii următori, Stalin a transformat sistematic statele din Europa de Est în state-satelit. În 1948, comuniștii au venit la conducere în toată regiunea Europei estice, aflați în alianța cu antifasciștii non-socialiști. Singurele excepții au fost Grecia și Iugoslavia. În 1949 s-a format Germania de Est ce va rămâne în sfera sovietică. 
În 1946, Stalin a dezvoltat teoria celor două "lagăre", despre diferențele dintre lumea comunistă și lumea capitalistă, căreia SUA îi răspunde în 1947 prin conceptul paralel de Război Rece. Relația dintre cei doi foști aliați s-a înrăutățit rapid și a atins apogeul în timpul blocadei sovietice a Berlinului din 1948-1949. 
URSS devenise o amenințare pentru occident din moment ce în 1949, sovieticii au testat prima bombā atomicā: RDS-1. 
Pe plan intern, Teroarea Marii Epurări s-a încheiat, însă presiunea politică exercitată de Stalin și Lavrenti Beria, președintele Comisariatului Poporului Sovietic pentru Afaceri Interne-NKVD, era neîndurătoare. 
Toți soldații și ofițerii care au avut contacte cu inamicii occidentali în timpul războiului au fost eliminați sau retrogradați în funcții obscure, inclusiv mareșalul Jukov, erou de război. Stalin a intensificat ritmul reconstrucției industriale prin al patrulea plan cincinal, care a derulat rapid în timp ce dezvoltarea agricolă încă stagna. În 1948, industria sovietică a atins nivelul din 1940, iar în 1952 s-a dublat, dar standardele și nivelul de trăi al populației au rămas neschimbate. 
Andrei Jdanov, liderul cultural, a coordonat Jdanovscina și a instituit cultul personalității lui Stalin și glorificarea Uniunii Sovietice. Scriitorii și artiștii care nu s-au conformat au devenit țintele represiunii și acuzațiilor de formalism și cosmopolitism. În 1952, Stalin a propus liderilor occidentali reunificarea Germaniei ca stat neutru, demilitarizat și nealiniat, propunerea să fiind imediat refuzată, aceștia suspectându-l de rele intenții. 
În Războiul din Coreea, sovieticii și chinezii i-au sprijinit pe nord-coreeni cu forțe militare împotriva Coreei de Sud aliată cu SUA. 
În ianuarie 1953, Stalin a demascat o închipuită tentativă de asasinat a doctorilor de la Kremlin împotriva să. Înainte de a începe un nou val de represiuni, Stalin a murit pe 5 martie 1953 din cauza unui accident celebral.

### 1953–1964:Hrușciov:Destalinizare, crize și încordare

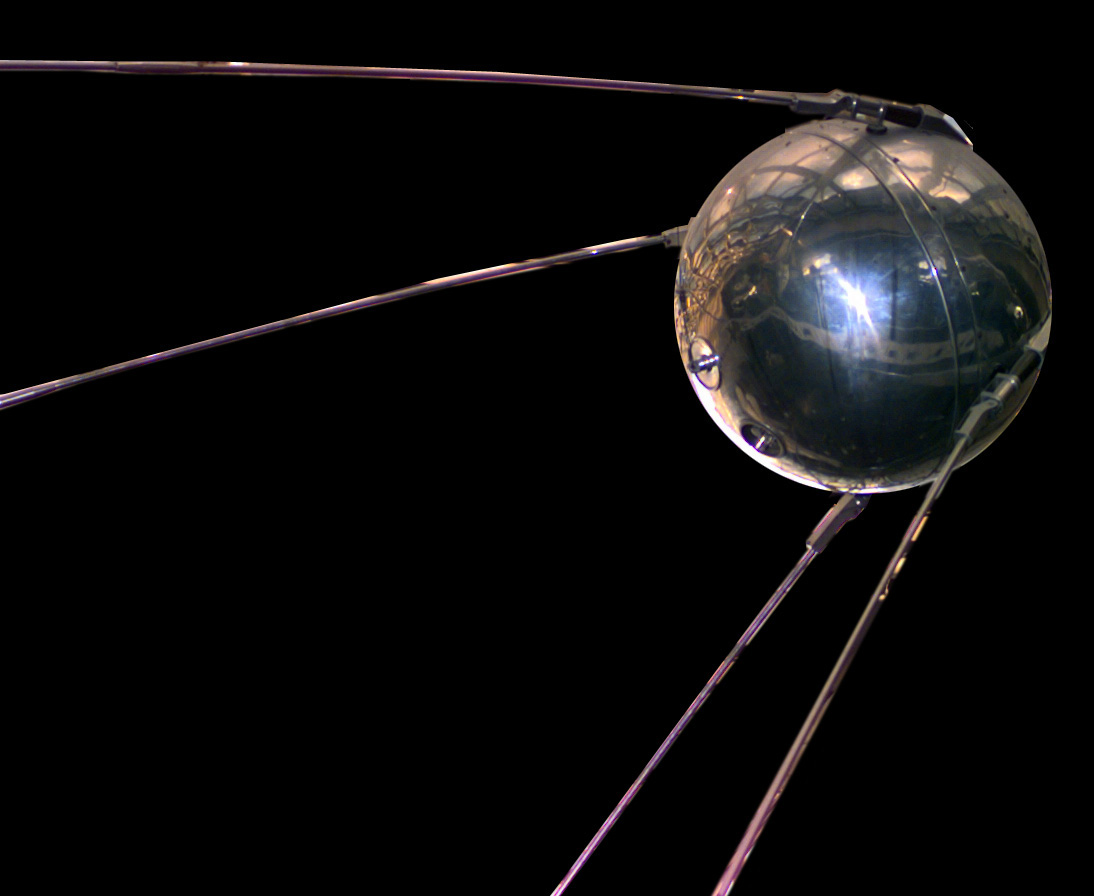
Sputnik 1 - primul satelit artificial trimis în spațiu
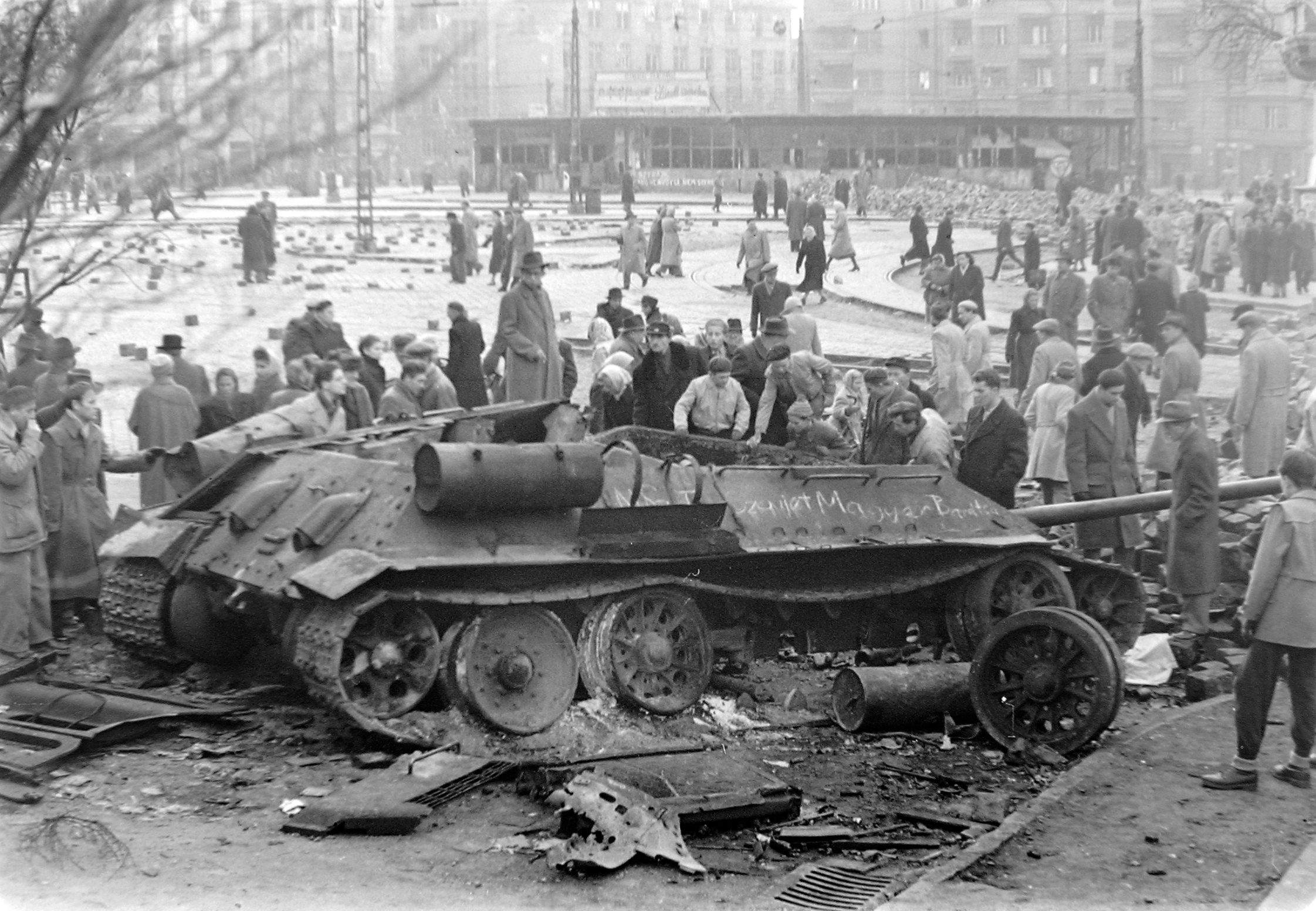
Tanc sovietic distrus în Budapesta din timpul revolutiei din Ungaria
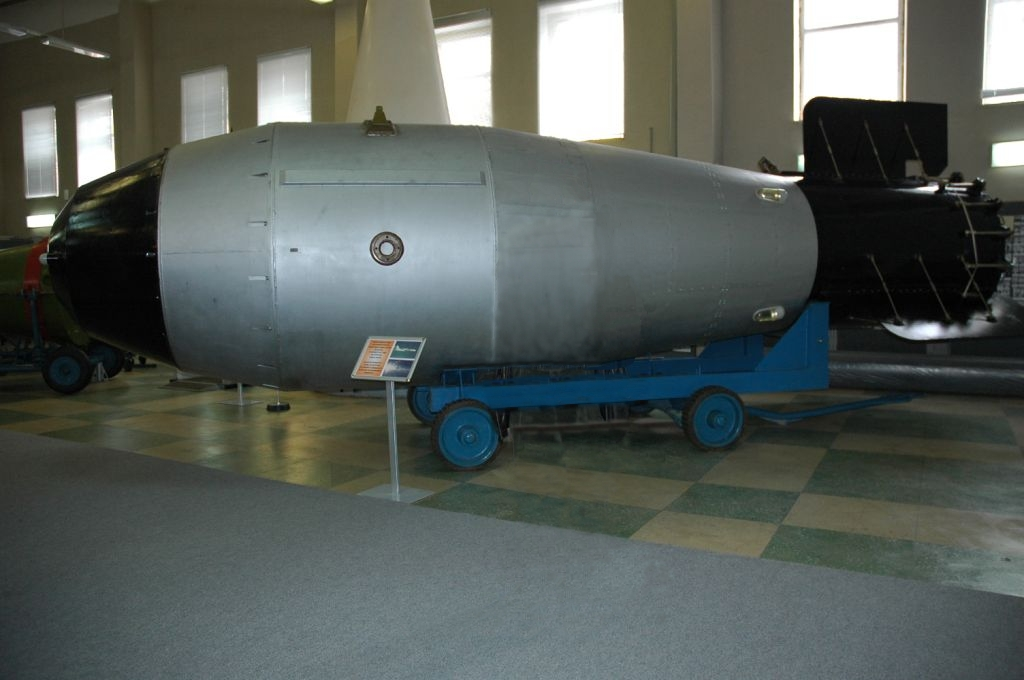
Bomba Tsarului
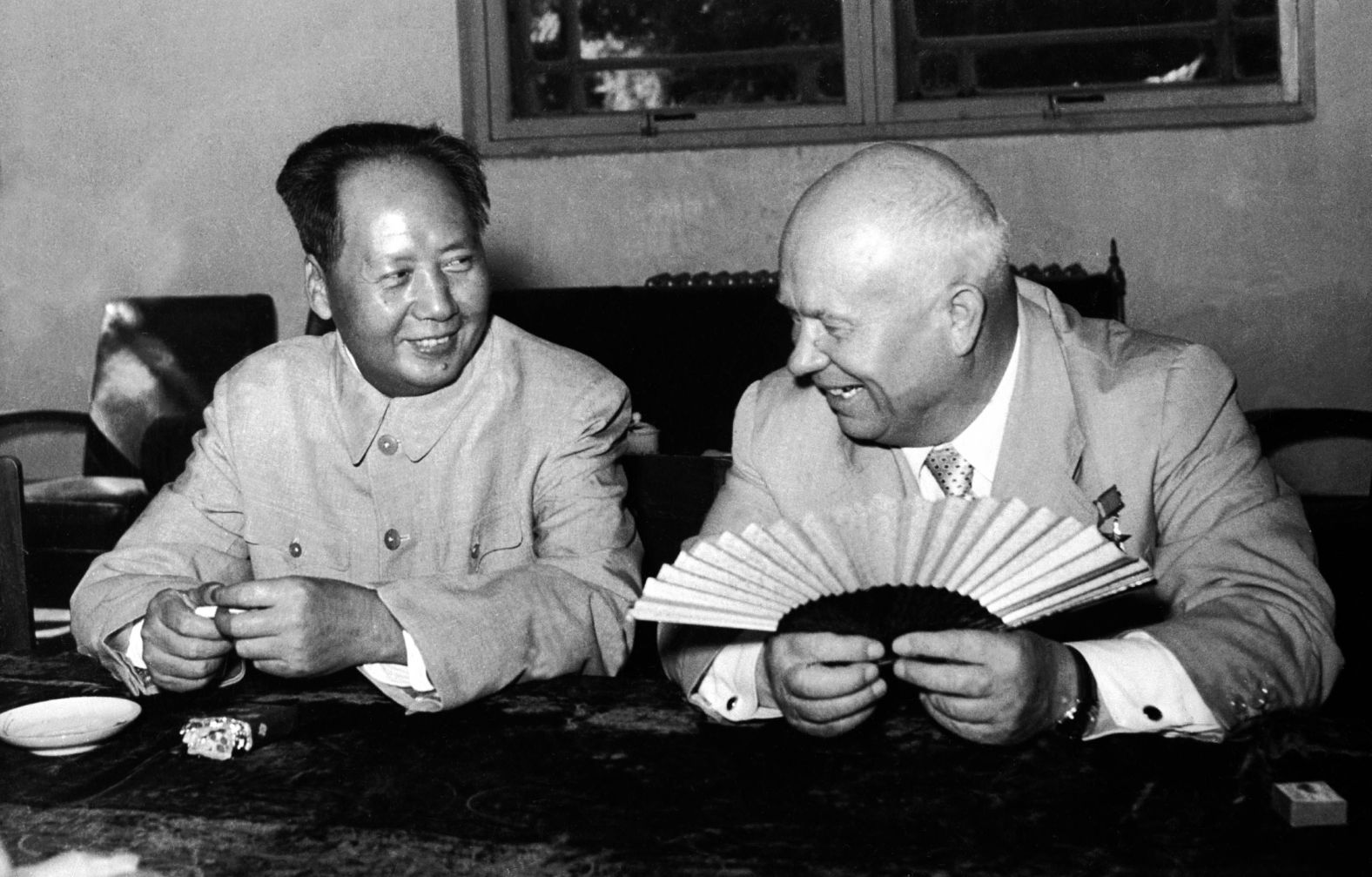
Hrusciov și Mao
Khrushchev și Kennedy

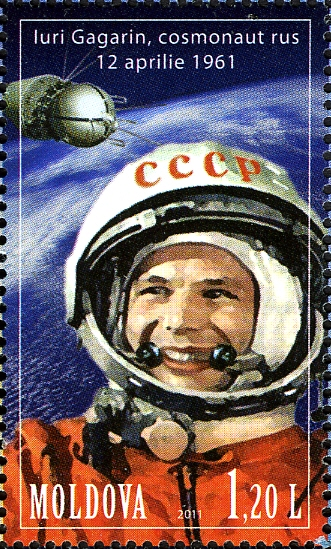
Iuri Gagarin, primul om lansat pe orbita planetei

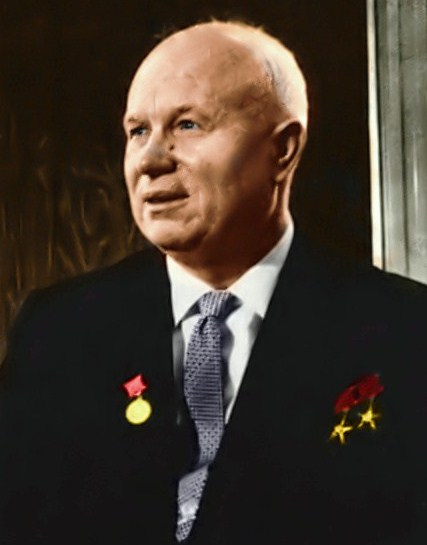
Nikita Khruchchev

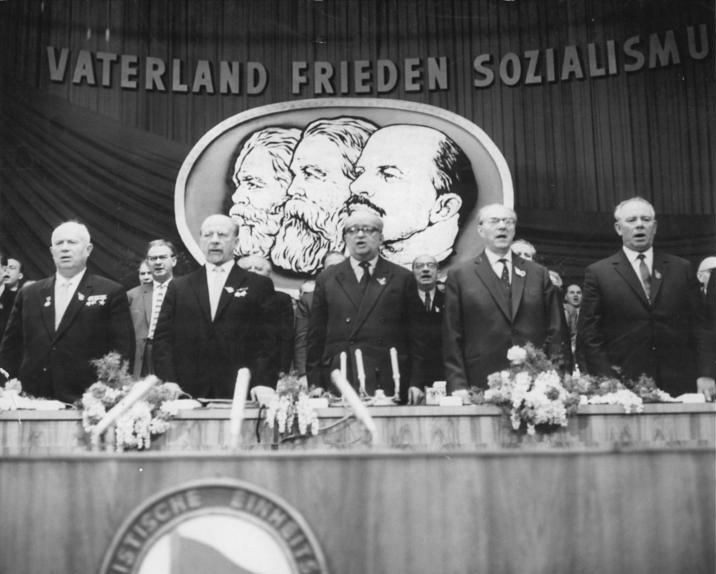
Hrușciov la Berlin

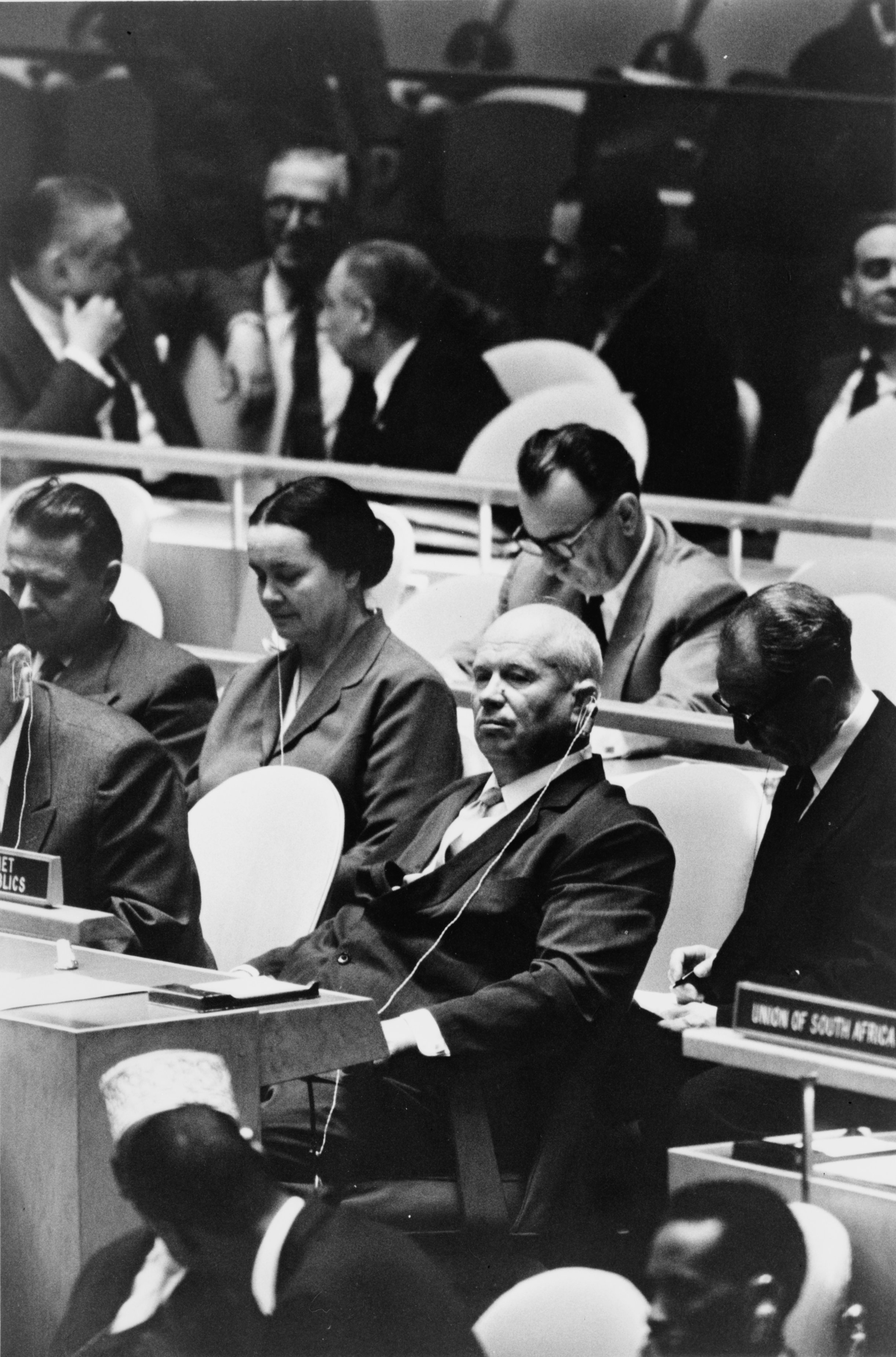
Nikita Khrushchev la intrunirea ONU de la 1960

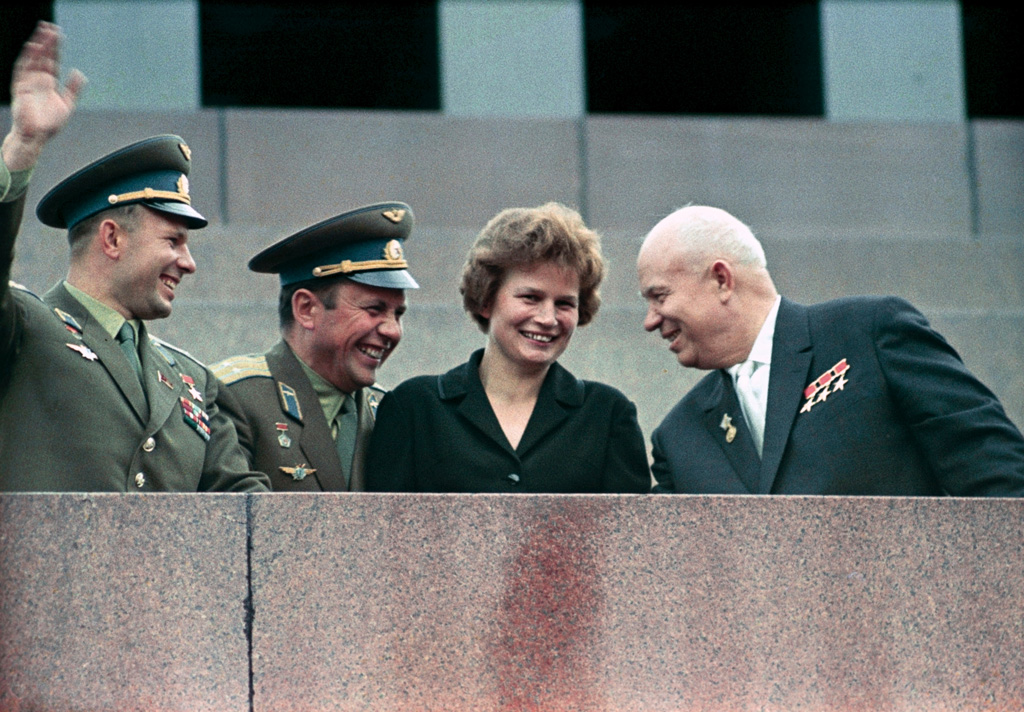
Nikita Khrushchev, Valentina Tereshkova, Pavel Popovich și Yury Gagarin la Mausoleul lui Lenin

După moartea lui Stalin puterea a fost preluată e o „conducere colectivă” (Beria, Malenkov, Hrușciov).
Lupta pentru putere a început. Gheorghi Malenkov, care avea susținerea guvernului, și Nikita Hrușciov, care era sprijinit de partidul comunist, s-a aliat împotriva lui Beria, ministrul de interne, care a fost arestat în iunie 1953 și împușcat în decembrie. 
La 8 august 1953, Malenkov a anunțat "noul curs" care va asigura întărirea sectorului agricol subdezvoltat și a industriei de consum, cultivarea de noi terenuri agricole în est și justiția socialistă. 
În 1954 a început o perioadă calmă, în care scriitorii, artiștii, intelectualii au recăpătat o anumită libertate de exprimare. S-a inițiat o colaborare cu occidentul. 
În mai 1955 s-a semnat Tratatul de la Varșovia ca răspuns al blocului estic NATO și reapăreau tensiunile. În februarie 1956, Nikita Hrușciov l-a învins pe Malenkov la Congresul al XX-lea al Partidului Comunist al Uniunii Sovietice-PCUS unde ține celebrul „discurs secret”. A devenit secretar general al PCUS, iar în 1958 a devenit premier. În timpul congresului, Hrușciov a denunțat crimele lui Stalin și a criticat direcția partidului sub conducerea acestuia. În timpul valului de destalinizare, în Polonia și Ungaria au izbucnit revolte ce au fost înăbușite rapid de armatǎ. 
Hrușciov a reorientat politicile culturale, a eliberat mulți deținuți din gulaguri și a acordat prioritate producției agricole pentru a îmbunătăți condițiile de viață. 
La 27 mai 1957, la adunarea reprezentaților kolhoznicilor, Hrușciov a lansat îndemnul "Să ajungem și să depășim America!". Avea în vedere competiția în domeniul producției cărnii și producției laptelui. 
A fost debutul campaniei voluntariste de tip "salt înainte", care s-a dovedit a fi ineficient și periculos pentru următorii 30 de ani. Scopul era creșterea consumului. Au fost inițiate reforme administrative nechibzuite, excese economice și sociale-"febra porumbului", "campania de la Razani pentru sporirea producției de carne", "recordurile de lapte". 
La 1 iulie 1957 a fost adoptată măsura prin care ministerele industriale au fost înlocuite cu sute de consilii economice populare care trebuiau să stabilească legături între acestea. S-au dezvoltat sectoare economice locale care au împiedicat dezvoltarea unor ramuri industriale grele. Funcționarii din ministere au fost nemulțumiți pentru că au fost obligați să se mute din Moscova în provincie. 
În lipsa unor investiții în domeniul agrar, regimul a sporit eficientă sistemului agrar prin două reforme: lichidarea SMT-urilor și predarea tehnicii agricole colhozurilor, care a fost eficientă pentru unele colhozuri, pentru altele s-a ajuns la achiziționarea mașini agricole, apoi concentrarea unor colhozuri care să formeze uniuni colhoznice pentru dezvoltarea agro-orașelor. Funcționarii de partid locali și președinții de colhoz au făcut presiuni asupra țăranilor, manifestând împotriva micilor loturi de pământ ale țăranilor ce erau privite că mici proprietăți private. Munca colectivă era intensificată pe seama îngrădirii muncii individuale pe lotul țăranului. 
La 22 mai 1957, Hrușciov a propus sporirea de trei ori a producției de carne în țară. Rezultatele au fost sub așteptări. Campania de sporire a producției cărnii la Raziani s-a dovedit a fi un eșec. La sfârșitul anului 1958 partidul a emis o directivă către organizațiile locale prin care cerea adoptarea de măsuri hotărâte pentru creșterea producției de carne. Prim-secretarul comitetului din Raziani, Larionov, a anunțat sporirea producției de carne. Deși nu și-a îndeplinit promisiunile, organizația din Raziani a fost decorată cu Ordinul Lenin, iar Larianov a fost decorat că Erou al Muncii Socialiste. Acesta a tăiat întregul șeptel, și vitele țăranilor din gospodăriile proprii. Au fost cumpărate alte vite din alte zone, cu banii destinați achiziționării mașinilor agricole. Regiunea a vândut statului în 1959, 160 000 de tone de carne.Organizația de partid s-a angajat pentru a livra și mai multă carne. În 1960, colectările au atins abia 30 000 de tone, iar țăranii au refuzat să mai lucreze terenurile, producția de cereale scăzând cu 50%. Larianov s-a sinucis datorită catastrofei care nu mai putea fi ascunsă. 
Hrușciov credea că extinderea terenurilor cultivate cu porumb va rezolva problema asigurării de hrană. Dar cultivarea porumbului în regiuni improprii s-a dovedit catastrofală. 
În ciuda eșecurilor agricole, măsurile întreprinse în creșterea nivelului de trăi în mediul urban s-au dovedit eficiente. Muncitorii își puteau schimba locul de muncă. Țăranii însă nu aveau permisiunea să părăsească colhozurile. Vârsta de pensionare a scăzut, iar concediul prenatal a crescut de la 70 la 170 de zile. Fondul de locuințe a fost crescut, dar criză locuințelor tot nu a fost rezolvată.
S-a produs un dezgheț pe plan cultural: o serie de scriitori ca criticul Pomeranțev au ridicat unele probleme despre trecut, scopul intelighenței, relațiile acesteia cu partidul, rolul scriitorilor și artiștilor într-un sistem în care partidul îi recunoștea doar pe cei care se conformau sau pe care uniunile de specialitate îi desemnau ca atare. Redactorul-șef al revistei Novîi Mir, Tvardovski, a fost înlăturat pentru că a publicat un poem al lui Pomeranțev. 
Hrușciov considera că istoria, literatură și artă trebuiau să reflecte rolul lui Lenin și grandioasele realizări ale partidului comunist și poporului sovietic. Intelighenția trebuia să se acomodeze cu noul curs ideologic și să-l slujească. Intelighenta s-a separat în două tabere: conservatorii conndusi de Kocetov și liberalii conduși de Tvardosvksi. Hrușciov pendulă între două tabere, considerând că scriitorii trebuiau să se încadreze în limitele realismului socialist. 
Afacerea Pasternak a arătat care erau limitele liberalizării în literatură, romanul Doctor Jivago nefiind publicat în țară, ci doar editat în străinătate. În 1958, Pasternak a primit premiul Nobel, dar puterea l-a obligat să renunțe la premiu. Astfel, cazul lui Pasternak a arătat incapacitatea intelighenței ruse de a se opune puterii sovietice. 
Își făcea apariția literatură de tip samizdat care conțineau lucrări ale tinerilor literați care se adunau sâmbătă în Piață Maiakovski, ulterior, puterea interzicând manifestările de acest tip. Că răspuns, tinerii literați conduși de Anatoli Ginzburg au editat prima revista în samizdatul Sintaksis. 
Dificultățile cu care s-a confruntat Hrușciov pe plan economic au dus la intensificarea metodelor voluntariste și la apariția mitului tranziției spre comunism a societății sovietice, la intensificarea campaniilor ale căror scop era să obțină rezultate excelente într-un timp record. Producția agricolă a crescut abia cu 1.5%. Se dorea creșterea producției ale industriei grele. 
În conditile date: economia zguduită de dificultăți, campanii și reforme, încordarea relațiilor internaționale printr-o politică externă voluntaristă, consolidarea pozițiilor adversarilor lui Hrușciov care luptau cu succes împotriva procesului de descentralizare, care a întărit pozițiile birocrației locale și a slăbit controlul centrului asupra conducătorilor economici locali, s-au deschis lucrările celui de-al XXII-lea Congres al PCUS. Se elaborase un program care prevedea tranziția spre comunsim, o societate ideală fără clase, cu o singură formă de proprietat asupra mijloacelor de producție. Congresul a adoptat o serie de decizii privind controlul colectiv asupra conducerii. Membrii CC și ai Prezidiului CC rămâneau în posturile lor dacă primeau 3/4 din voturi. 
La 19 octombrie 1961, o serie de participanți la congres au adus discuția privind destalinizarea stârnind nemulțumirea grupei antipartinice-Molotov, Kaganovici, Malonkov etc. Hrușciov a oferit detali despre moartea lui Kirov și despre represiunile cărora le căzuseră victime nu numai membrii partidului, ci și cetățenii sovietici obișnuiți. 
Participanții au votat scoaterea trupului conservat al lui Stalin din mausoleu. Rezoluția adoptată de congres a dat câștig de cauza conservatorilor din partid, însă nefăcând referire la represiunile și crimele lui Stalin. 
Hrușciov s-a luptat cu forțele conservatoare prin intermediul intelighenței, sprijinind publicarea a două opere literare ale lui Evtușenko și Soljenintan. După criza rachetelor, Hrușciov a cerut intelighenței să respecte linia partidului. Luna de miere dintre Hrușciov și artiști încetase. 
La 10 septembrie 1962, Hrușciov a înaintat un proiect de reforma care prevedea împărțirea partidului în două: o jumătate se ocupă de probleme agricole, cealaltă de cele industriale. Dar nici această reforma nu a adus rezultatele dorite. Membrii Prezidiului se temeau că vor fi obligați să rezolve probleme economice concrete, micșorându-le prestigiul și crescându-le răspunderea. Cadrele regionale își vedeau puterea divizată. 
Hrușciov a promovat dezvoltarea tehnologică: lansarea primului satelit artificial al Pământului, Sputnik, în octombrie 1957, care a fost un șoc pentru occident. În 1961, Iuri Gagarin, în nava Vostok 1, a fost primul cosmonaut lansat în spațiu. 
A fost promovată înarmarea nucleară, în noiembrie 1961 fiind detonată "Bomba Țarului", cea mai mare bombă nucleară construită și detonată vreodată. 
Pe plan extern, Hrușciov a oscilat între competiția cu SUA și ideea de coexistența pașnică. A încercat să extindă sfera de influență sovietică în Lumea a Treia, susținând aspirațiile de independența ale statelor asiatice și africane. După Criza Suezului din 1956, a oferit sprijin financiar și militar statelor arabe angajate în conflictele din Orientul Mijlociu. Tot în 1956 are loc invazia URSS în Ungaria. 
În 1959, politică externă practicată de Hrușciov duce la o îndepărtare (ruptura sino-sovietică) ideologică treptată de China. Amplasarea rachetelor nucleare în Cuba a adus lumea în pragul (criza rachetelor) unui război atomic în octombrie 1962, dar s-a evitat extinderea conflictului după ce URSS a cedat. În 1961, Hrușciov a manifestat o tendința de a lua decizii și schimbări imprevizibile pentru partid. 
La 30 septembrie, urmând sfaturile colegilor de partid, Hrușciov a plecat la Soci să se odihnească. Folosindu-se de absența sa, colegii lui Hrușciov au convocat pentru 12 octombrie, Prezidiul CC, iar pe 13 octombrie a fost convocată Plenară CC. Întors la Moscova, Hrușciov a fost pus în față cererii de a demisiona din toate funcțiile. În fața unei plenare și a unui CC ostil, Hrușciov a demisionat.

### 1964–1985: Brejnev: Destindere și cooperare

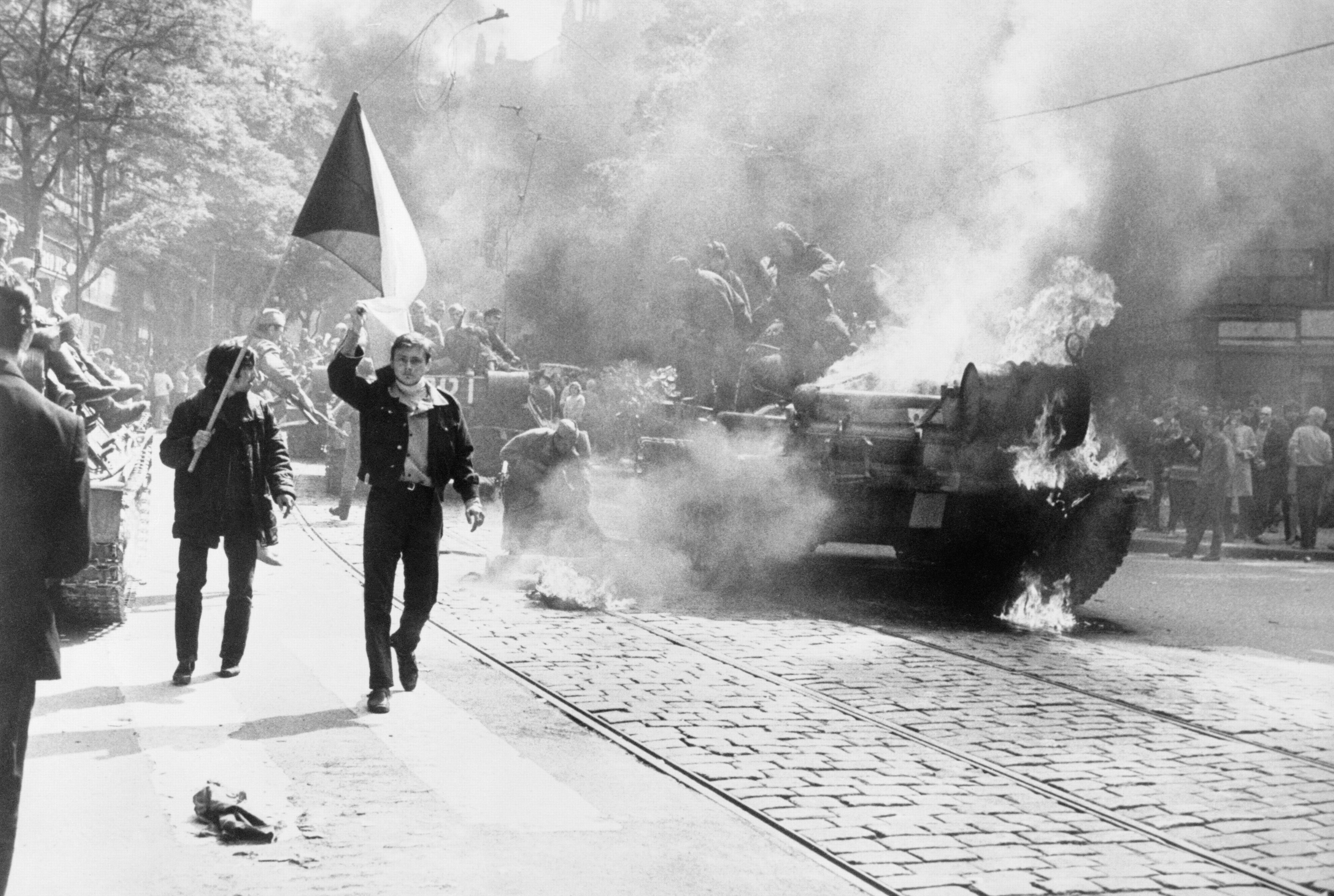
Tanc sovietic distrus in timpul Primăverii de la Praga
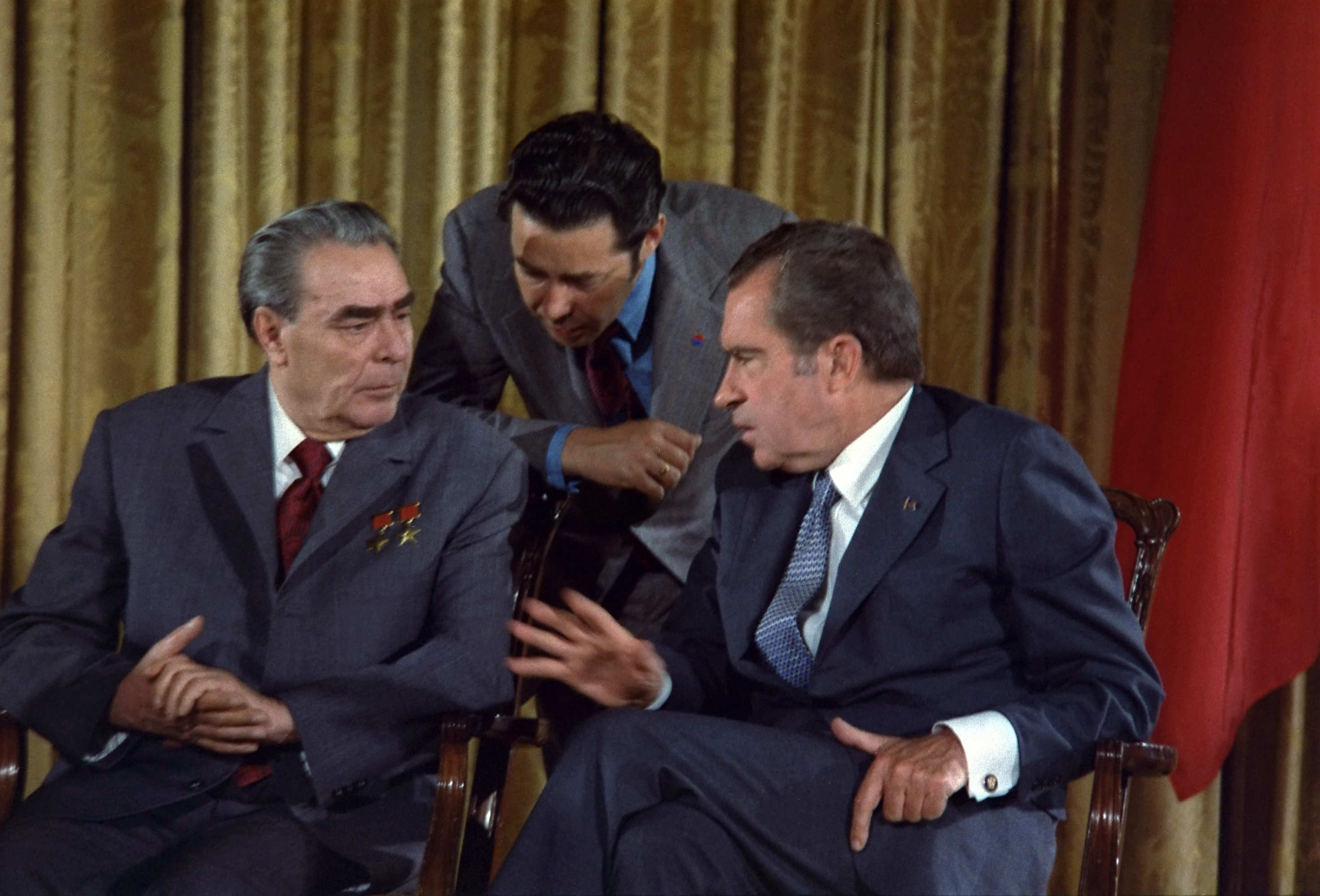
Brejnev și Nixon
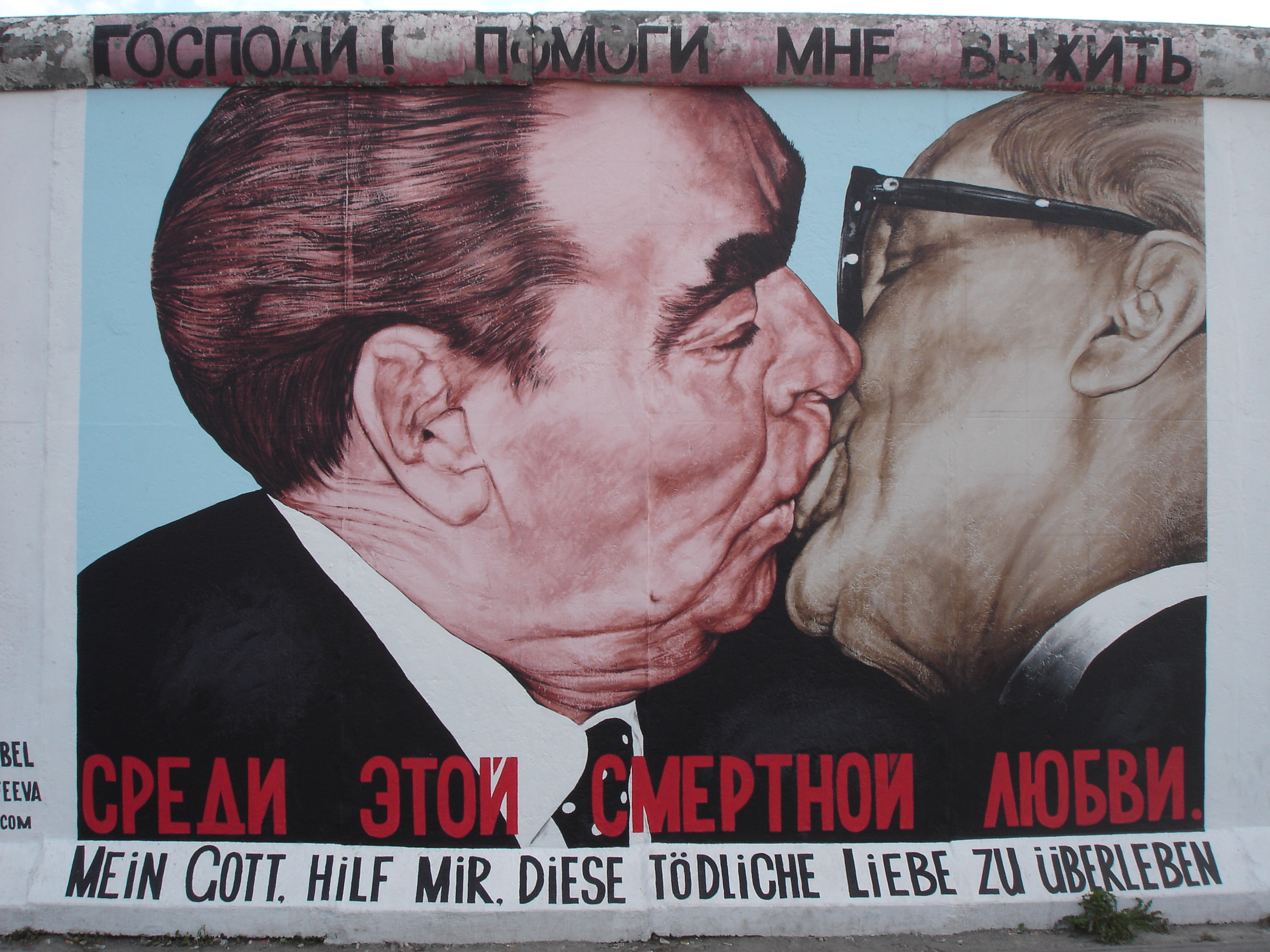
Celebrul sărut dintre Brejnev și cancelarul vest-german Willy Brandt
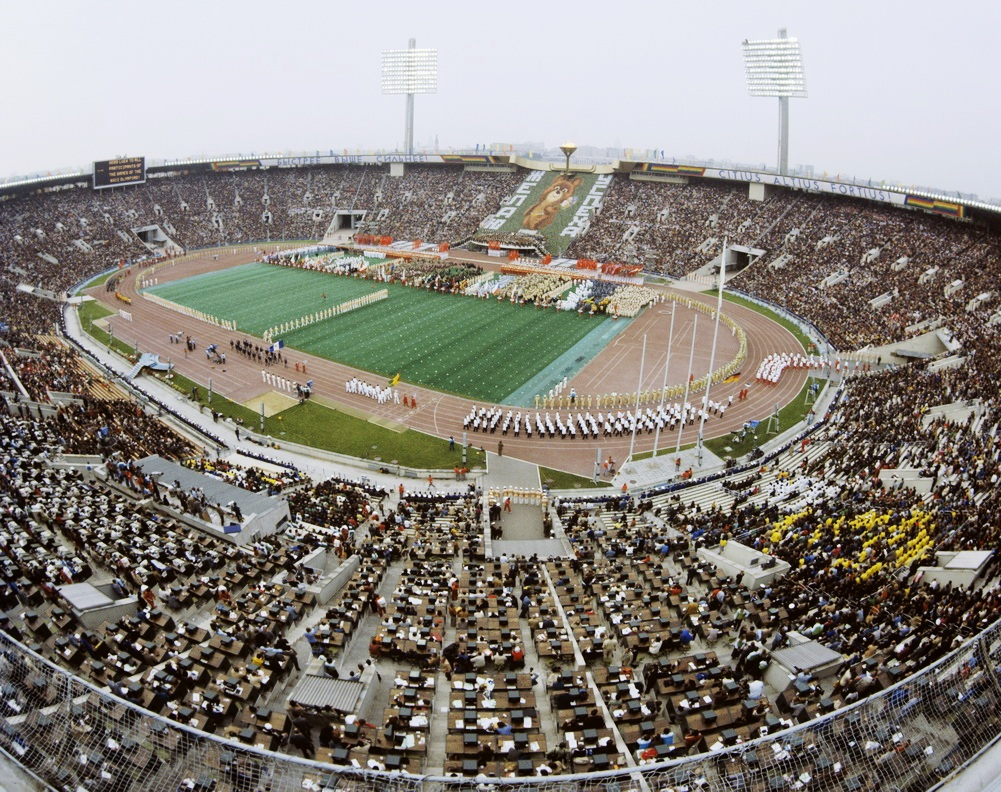
Jocurile Olimpice de la Moscova
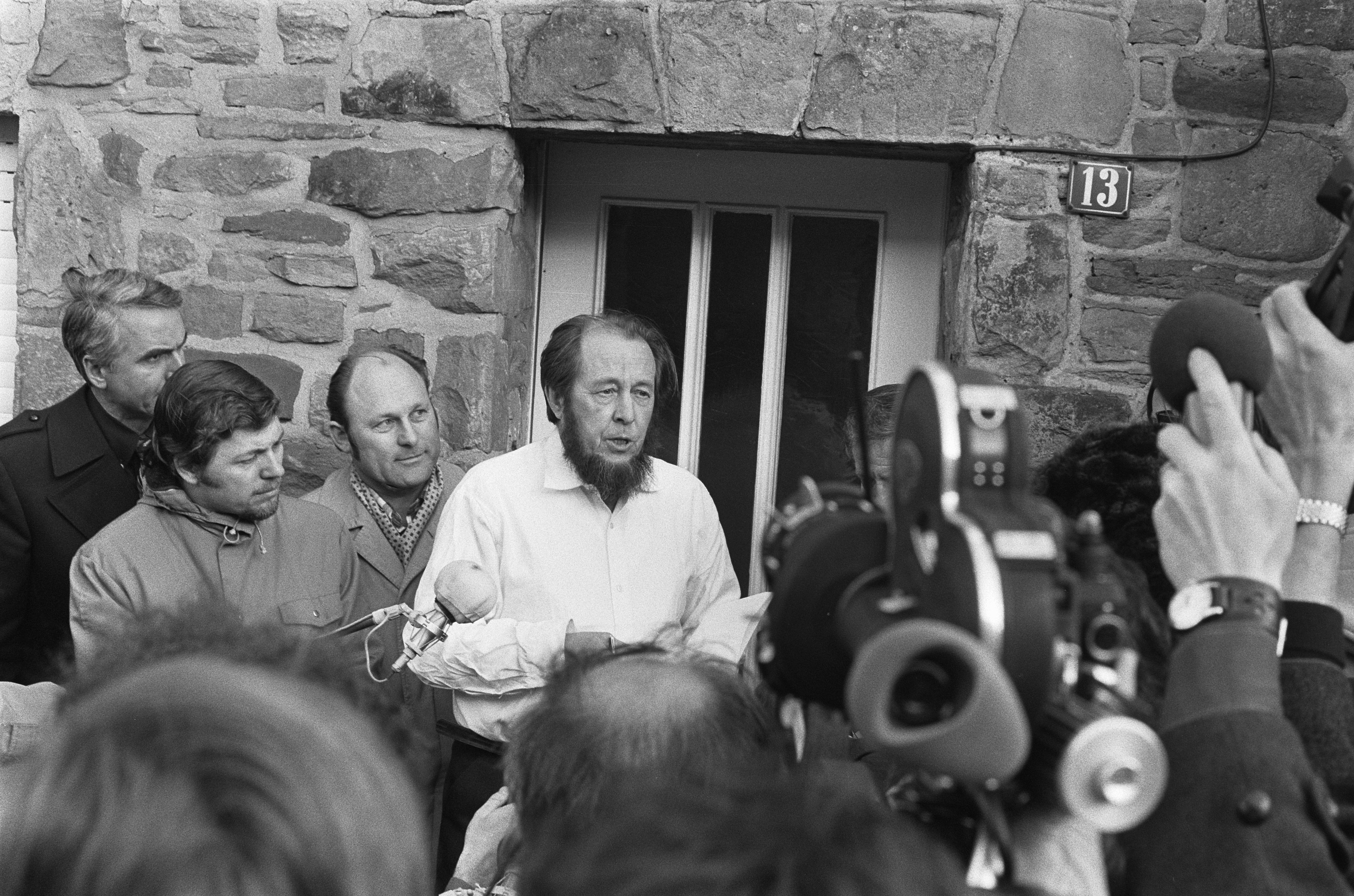
Aleksandr Solzhenitsyn în 1974
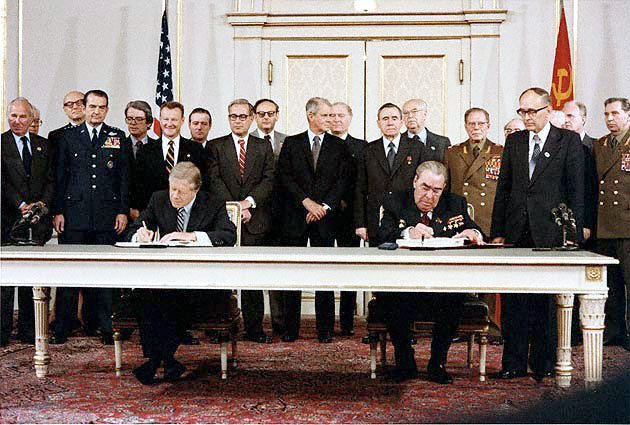
Carter și Brezhnev, semnează tratatul SALT II
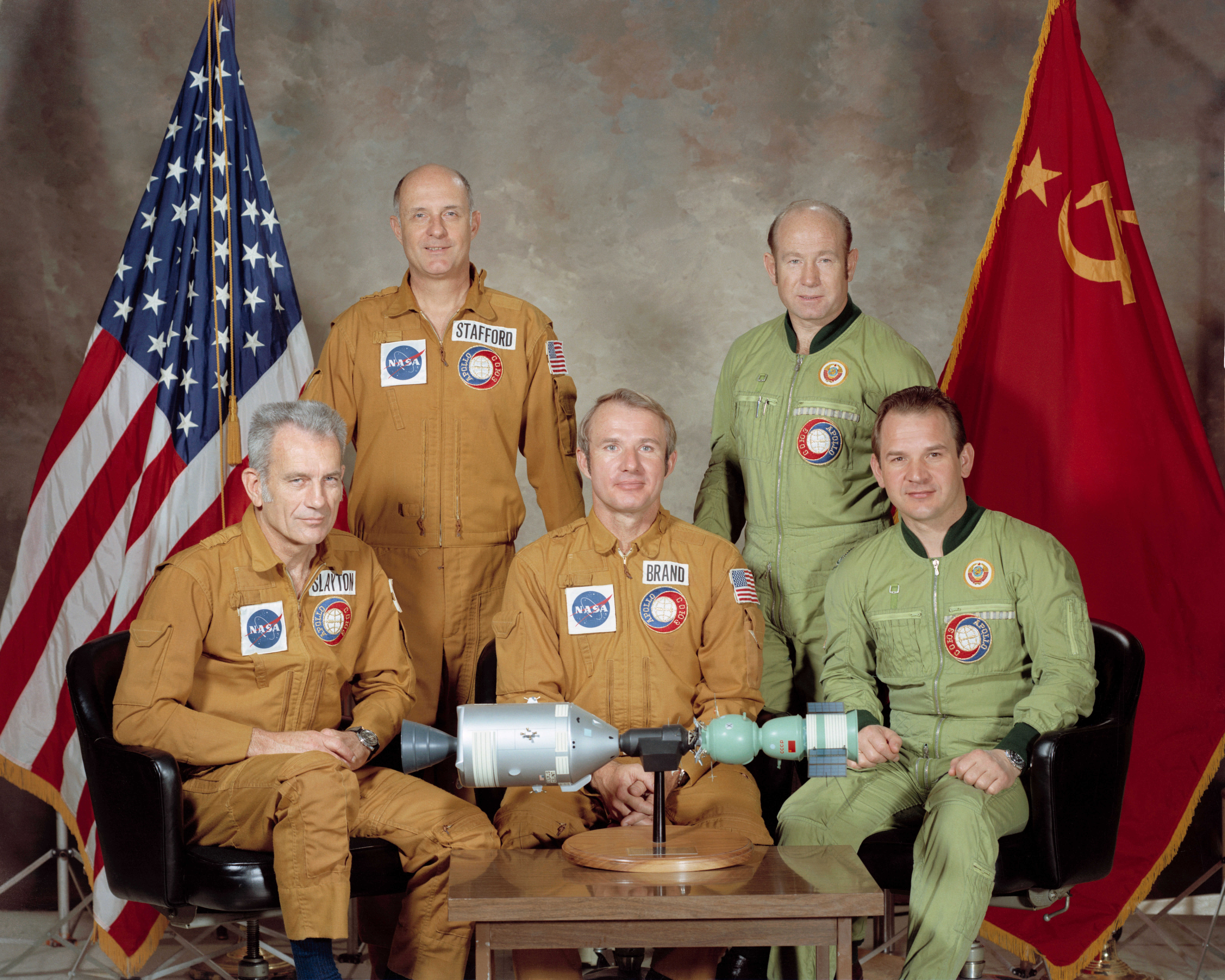
Cosmonautii sovietici și astronauții americani în cadrul proiectului Apollo–Soyuz
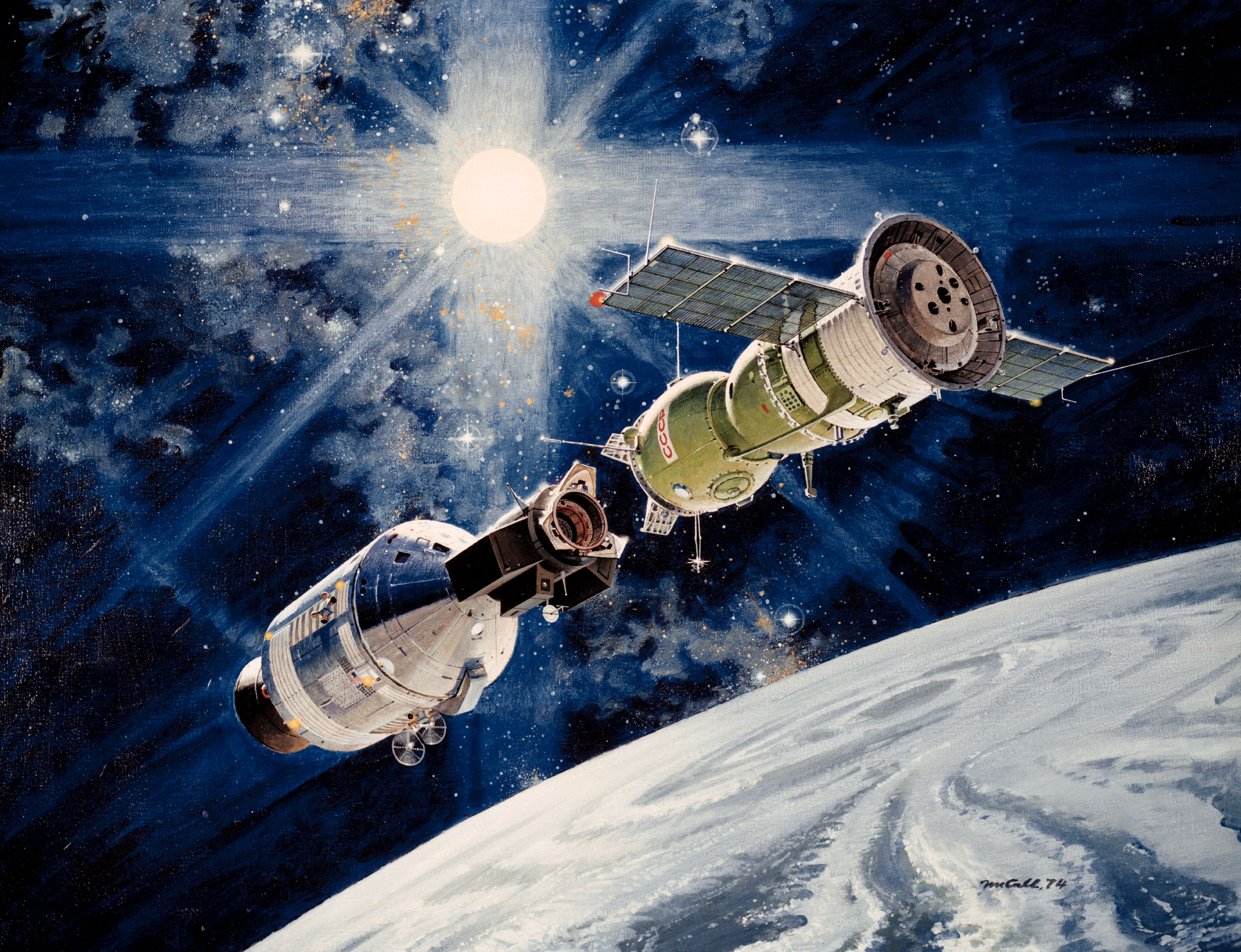
Apollo–Soyuz Test Project

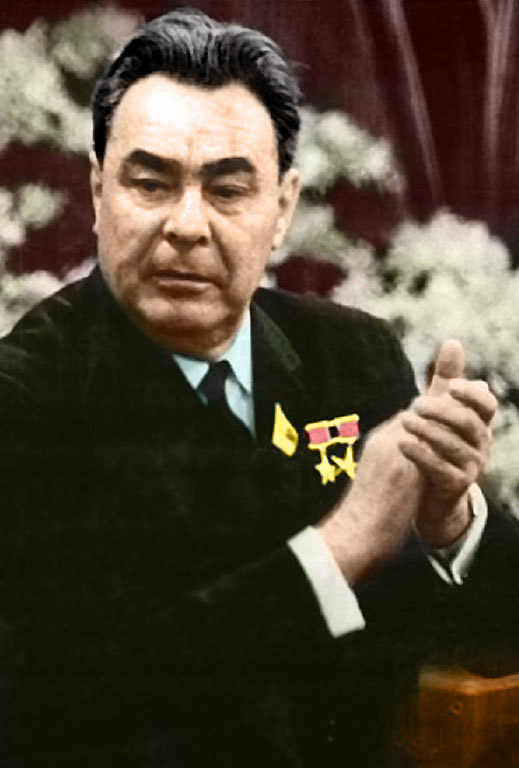
Brejnev

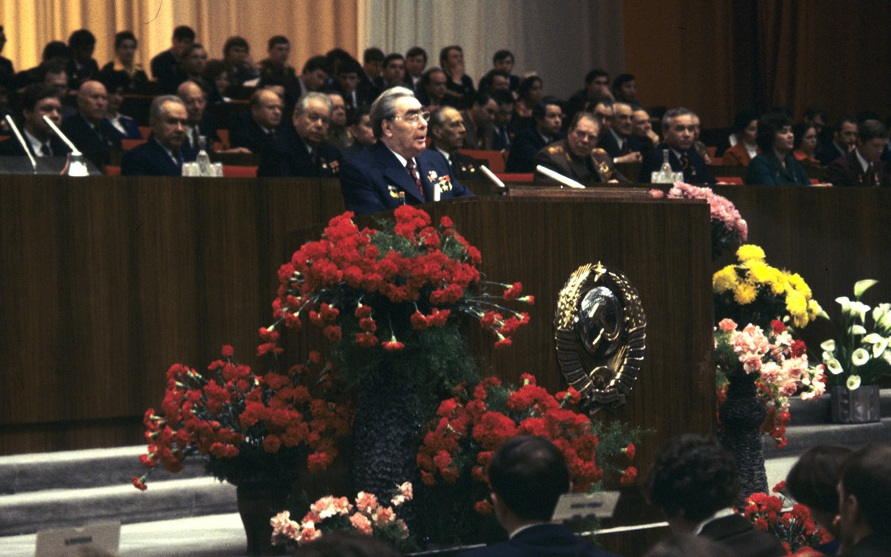
Leonid Brezhnev la cel de-al XVIII-lea Komsomol Congres

Leonid Brejnev, secretarul general PCUS, a venit la putere împreună cu Alexei Kosîghin că președinte al Consiliului de Miniștri și cu președintele Nikolai Podgornii ca președinte al Prezidiului Sovietului Suprem. Conducerea unilaterală ca cea specifică perioadei Hrușciov nu mai era tolerate. Perioada Brejnev a fost considerată ca fiind una de normalizare și birocratizare a vieții socialiste cotidiene. Din a doua jumătate a anilor 1970, conducerea sovietică s-a transformat într-o gerontocrație politică.
Congresul al XXII-lea al PCUS din 1966 a susținut prioritatea industriei grele în economie și a trasat obținerea unei parități cu SUA în cursa înarmării. Cheltuielile imense din anii 1970 pentru producerea rachetelor balistice și submarinelor au provocat mari lipsuri alimentare și nemulțumirea populației. Dezaprobarea puternică a intelectualilor și disidenților ca Aleksandr Soljenitin și Andrei Saharov a fost însoțită de măsuri represive: deportări în gulaguri și izolarea în spitalele de psihiatrie. 
După suprimarea prin forță a Primăverii de la Praga în 1968, conducerea sovietică a aprobat politica de conciliere lansată în 1970 de către cancelarul Willy Brandt. Din 1970 s-a negociat o serie de acorduri între URSS și SUA, culminând cu Acordurile Strategice pentru Limitarea Înarmării-SALT I și SALT II din 1974 și 1979 și cu Acordurile de la Helsinki privind politică de securitate internațională și controlul înarmării. În iulie 1975 a fost realizat primul zbor spațial în comun între astronauții americani NASA și cosmonauții sovietici, marcând sfârșitul cursei spațială între SUA și URSS, începute în 1957.
Dar procesul de apropiere a întâmpinat o serie de piedici, printre care decizia NATO din 1977 de modernizare a sistemelor de rachete, implicarea în războiul din Vietnam de partea vietnamezilor comuniști, invazia sovietică din Afghanistan din 1979 și boicotul occidental al Jocurilor Olimpice din 1980 de la Moscova. 
Unele reforme interne au avut succes, ca îmbunătățirea sistemului de învățământ public și acordarea unei autonomii politice și culturale mai mari republicilor socialiste. Povara competiției cu SUA în cursa înarmării a subminat performanțele economice, resursele fiind concentrate în armata și în industrie grea, în defavoarea industriei de consum. Criza de produse a fost inevitabilă și a dus la proliferarea corupției. 
Spre deosebire de unilaterismul lui Hrușciov, Brejnev a avut că lozinci principale: conducerea colecția și stabilitatea. A declanșat lupta împotriva voluntarismului hrusciovist, stopând toate reformele inițiate de acesta. La Plenara CC din noiembrie 1964 s-a decis revenirea la vechea organizare, bazată pe principiul teritorial-productiv, pe unificarea organizaiilor industriale și agrare și de partid. A fost refăcută verticală puterii: CC-Organizația de partid regională, organizația de partid raională, fiecare deținând puterea absolută. A fost restabilit controlul partidului asupra economiei. 
Se propunea raționalizarea alimentelor. La Plenară din 1965, Brejnev a raportat falimentul agriculturii datorate metodelor voluntariste de conducere a satelor, obiectivelor prea mari și suprafețelor mici ca întindere. S-a decis scăderea planului de achiziții de grâu de la 4 miliarde la 3,4 miliarde de puduri și stabilirea unor cantități neschimbate până în 1970; creșterea prețurilor produselor agricole achiziționate pe piață internă; introducerea stimulentelor economice, creșterea investițiilor de mari combinate pentru producerea laptelui și cărnii. S-a luat decizia introducerii salariului garantat pentru kolhoznici, deși măsură s-a dovedit a fi contraproductivă. 
În industrie, s-a constituit o serie de reforme: întreprinderile trebuiau să aibă propriile lor planuri, plan care trebuia să fie o comandă și să țină cont de fonduri. 
Kosîghin a propus desăvârșirea planificării și intensificarea stimulării economice a întreprinderilor, analizarea sistemului de conducere, renunțarea la consiliile economice populare, revenirea la sistemul ministerelor de profil, îmbinarea centralizării producției cu sistemul de autogestiune. Principalul indicator al unei întreprinderi trebuia să devină volumul producției realizate, folosindu-se termeni ca "piață", "venit" și "eficiența investițiilor". Sistemul planificat continuă însă să aibă un rol decisiv. 
În octombrie 1965, au fost adoptate legile prin care erau înființate 29 de ministere la nivel unional și republican. S-a trecut de la principiul de conducere teritorială la cel de ramură industrială. În 1966, 43 de întreprinderi au tranzitat la noul sistem, ulterior 200, fiind întreprinderi alimentare și textile. Rezultatele au fost excelente. Volumul producției industriale a crescut de 1,5 ori, iar productivitatea muncii cu o treime. 
Brejnev a criticat reformele și reorganizările organelor economice și ale partidului ale predecesorului în cadrul Congresului XXIII al PCUS. Reformele erau însoțite de o schimbare neîncetată a cadrelor ce au dus la apariția neîncrederii în rândul funcționarilor de partid. Prezidiul CC a redevenit Biroul Politic, iar primul secretar al CC al PCUS și-a reluat vechea denumire de secretar general. 
În 1965-1966 a avut loc afacerea scriitorilor Andrei Donatovici Siniiavski și Iuri Markovici Daniel, declanșată de KGB. Ei erau acuzați de propagandă și agitație în scopul subminării autorității sovietice. Au expediat în straintate operele lor care au fost tipărite. O serie de personalități literare și artiști au trimis scrisori Prezidiului CC în sprijinul celor învinuiți. Cei doi au fost însă condamnați la închisoare. Scrisorile au constituit însă o formă de protest politic. La 25 august 1968, un grup de intelectuali a protestat în Piața Roșie împotriva invadării Cehoslovaciei, printre aceștia fiind Saharov, Ghinzburg, Amalrik, Bukovski. Le-au fost intetat un proces și au fost și aceștia condamnați la închisoare. 
Soljenitan, protejat de poetul Tvardovski, care i-a tipărit în revista Novîi Mir, nuvela "O zi din viața lui Ivan Denisovici", a fost exclus din Uniunea Scriitorilor pe motiv că a cerut abolirea cenzurii într-o scrisoare deschisă adresată Ministerului Culturii. A tipărit în occident cartea "Arhipelagul Gulag", aducându-i premiul Nobel. Neputând să-l închidă, KGB l-a exilat. 
KGB-ul utiliza multe metode aspre pentru a controla societatea: exilul forțat, interdicția de a părăsi țară, ridicarea cetățeniei sovietice celor care fugeau din țară, internarea forțată în spitale de psihiatrie a dizidenților, infiltrarea unor agenți KGB în grupuri de dizidenți, organizarea unor asasinate ce par a fi accidente întâmplătoare. 
Prin intermediul mijloacelor de mass-media, precum televiziunea și radioul, precum și presa scrisă, se practică manipularea societății pentru a-i obligă pe oameni să sprijine politică sovietică și să prevină proteste împotriva autorităților. Se utilizau stereotipurile, reprezentări simple ale unor evenimente, impunerea unei mentalități identice printre oameni prin intermediul moralei colectiviste, evidențierea unor calități deosebite, reprezentarea compasiunii ca o calitate negativă și a vigilenței sporite împotriva inamicilor din "lumea liberă", America reprezentată că un tărâm al șomerilor și infractorilor. Oamenilor li se interzicea să protesteze și li se indică modul cum să-și trăiască viețile. Erau însă mulți care conștientizau că realitatea nu era cea prezentată de statisticile, rapoartele și comunicatele oficiale. Mulți oameni care făceau parte din intelighenta liberală, de la profesori și medici și ingineri aveau un spirit critic și erau înclinați spre auto-analiză. Studenților li se preda istoria partidului și filosofia marxist-leninistă și se convingeau ca punctul de vedere oficial era fals. Tânărul absolvent era nevoit să-și întrețină familia cu 120 de ruble pe luna. Acel "comunism" promis nu se întrevedea deloc la orizont. În bucătării, ceainari, cafenele sau în cârciumi, în fața unei cești de ceai sau unui păhărel de vodcă , regimul sovietic era criticat pe ascuns, se discutau marile probleme ale societății, se analiză cartea Arhipelagul Gulag care circulă pe sub mâna, la fel că în saloanele franceze iluministe în ultimii ani ai Vechiului Regim dinainte de revoluția franceză 
Chiar și așa, erau anumiți artiști care prin mijloace subtile, își exprimau opiniile antisovietice, precum trupa de rock din anii 70-80',"Mașina Timpului". 
Alimentația și vestimentația erau modeste. O pâine neagră era 16 kopeici sau o jumătate de litru de lapte, un pachet de supă concentrată-30 de kopeici, 100 de grame de brânză-17-26 de kopeici. Oamenii urmăreau filmele lui Andrei Tarkovski, scenete la teatrul de la Taganka, se delectau cu poeziile lui Bulat Okudjava sau cu cântecele lui Vladimir Vasotki și lecturau des.
După moartea lui Brejnev, în 1982, vine la conducere Iuri Andropov, iar în 1984 este succedat de Konstantin Cernenko. După moartea lui Cernenko la 10 martie 1985, Mihail Gorbaciov este ales secretar general al Partidului Comunist al Uniunii Sovietice.

### 1985-1991:Gorbaciov-Perestroika, Cursa înarmării și Colapsul Uniunii Sovietice

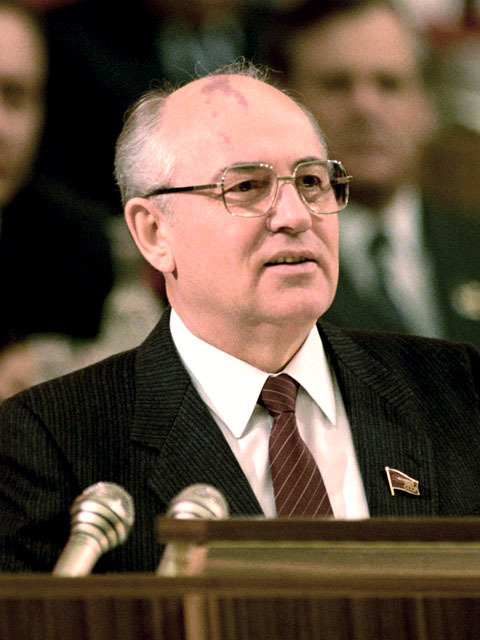
Mihail Gorbaciov

Gorbaciov și ministrul de externe Eduard Șevardnadze și cadrele tinere din conducere au întreprins ample reforme. A reînceput tratativele cu SUA la Geneva privind dezarmarea. În 1987-1989, trupele sovietice au fost retrase din Afghanistan. 
Pe plan intern, în 1987 a început privatizarea economiei, iar în 1988 a fost legalizată independența companiilor. Dar inflația a compromis reformele economice. Politicile culturale și educaționale au fost liberalizate, urmând sloganurile "transparență" (glasnost) și "reconstrucție" (perestroika). Influențele culturale occidentale erau tot mai resimțite. Reformele lui Gorbaciov s-au răspândit treptat în statele sovietice aliate din Europa Centrală și de Est, determinând Căderea Zidului Berlinului în 1989 și dizolvarea întregului bloc estic. Pentru evitarea violențelor în cadrul procesului, în 1990, Gorbaciov a primit Premiul Nobel pentru Pace. 
Dar Gorbaciov a fost supus unor presiuni interne mari. Cadrele vechi din partid, tradiționaliste, au sabotat reformele. Pentru reformiștii de orientare occidentală, eforturile lui Gorbaciov nu erau suficiente. Situația economică catastrofală a dus la izbucnirea grevelor. URSS devenea tot mai dependență de ajutorul financiar din partea vestului. Situația s-a înrăutățit, iar în aprilie 1986, în Ucraina a avut loc dezastrul nuclear de la unitățile 3-4 ale centralei de la Cernobîl. 
Izbucnesc revolte separatiste. În 1986, în Kazahstan s-au declanșat revolte populare. În 1990, mișcările naționale în țările baltice au urmărit desprinderea de URSS și demonstrații anticomuniste în Rusia. 
La 19 august 1991, când Gorbaciov se află în vacanță în Crimeea, forțele conservatoare din partid împreună cu conducerea armatei au încercat o lovitură de stat.
Puciul de la Moscova din 19 august a eșuat datorită rezistenței populației și a nesiguranței armatei. Mihail Gorbaciov a fost însă privat de putere. Noul președinte al Rusiei era Boris Elțîn, fostul rival al lui Gorbaciov și primarul Moscovei. În septembrie 1991, Elțîn a recunoscut independența statelor baltice, iar în noiembrie a desființat Partidul Comunist al Uniunii Sovietice. 
La 21 decembrie 1991, URSS s-a destrămat oficial. 11 foste republici sovietice - Armenia, Azerbaidjan, Belarus, Georgia, Kazahstan, Kîrgîzstan, Moldova, Tadjikistan, Turkmenistan, Ucraina și Uzbekistan s-a retras alături cu Rusia, formând Comunitatea Statelor Independente - CSI.

### Rusiași statele independente dupǎ cǎderea URSS

#### 1991-2000: Elțin-primii pași în era globalizǎrii între stagnare, CSI și corupție
În anii următori, Elțin a solicitat sprijin financiar din partea occidentului. A accelerat procesul de dezarmare. În 1993, Eltin a impus parlamentului o noua constituție, întărind presedinția si contracarând o incercare de lovitură de stat a conservatorilor. În iunie 1994, Rusia s-a alăturat programului de Parteneriat pentru Pace al NATO, iar in 1997 a semnat un acord de securitate.
În 1994, trupele ruse au invadat Cecenia după izbucnirea unor mișcări separatiste și ca raspuns la răpirea unui soldat rus de către miliția separatistă. După cucerirea capitalei Groznîi, in mai 1997, președintele Elțin a incheiat razboiul.
Dar Aslan Maskadov, președintele Ceceniei, nu a fost recunoscut de Rusia și a intrat in ilegalitate. În 1999 a inceput cel de-al doilea război cecen, în urma atacurilor cu bombă si asasinatelor întreprinse de rebelii ceceni. Ofensiva militară rusă a degenerat într-o ocupație sangeroasă care a fost criticată de comunitățile internaționale. Maskadov a fost impuscat de catre trupele ruse in Cecenia in 2005. 
În 1998, după devalorizarea rublei, guvernul rus a fost în imposibilitatea de a-si plati datoriile externe. Mulți ruși și-au pierdut economiile din cauza inflației crescute. Elțin și-a pierdut popularitatea, iar la sfârșitul anului 1999 a demisionat din cauza problemelor de sănătate.

#### 2000-2015: Putin-ambiții și nostalgii hegemonice
Vladimir Putin, fostul președinte al KGB-ului, se remarcă ca un lider popular și autoritar. Și-a anunțat intenția de a diminua corupția oligarhică. Au apărut critici în interiorul și in afara Rusiei după ce acesta a limitat libertatea presei și a impus un stil de conducere autoritar. Putin a urmărit să restabilească poziția Rusiei pe plan international. A acordat sprijin Statelor Unite ale Americii în lupta împotriva terorismului și in 2002 a semnat Protocolul de la Kyoto privind schimbările climatice. 
În timpul războiului din Irak din 2003, s-a aliat cu Franța si Germania, opunându-se intervenției. După ce președintele Yukos, oligarhul Mihail Hodorkovski, a fost arestat în 2003, sub acuzația de evaziune fiscală, Putin a fost reales ca președinte al Rusiei cu 71% din voturi in 2004. 
În 2008, premierul Dmitri Medvedev a câștigat alegerile prezidențiale și l-a numit pe Putin ca prim-ministru, începând o perioadă de așa-numită "tandemocracy". În septembrie 2011, a fost modificată legea privind prelungire mandatului prezidențial de la patru la șase ani.
În 2012, Putin a câștigat alegerile prezidențiale din 2012 obținand un al treilea mandat, numindu-l pe Medvedev premier din nou. 
Veniturile reale din Rusia au crescut de 2,5 ori, în timp ce salariile reale au crescut mai mult de trei ori; iar rata somajului s-a injumătățit. Nivelul de trai al rușilor a crescut în mod semnificativ. PIB-ul Rusiei a fost marcat de o creștere cu 72%. 
Ca președinte al Rusiei, Putin și Adunarea Federală a adoptat impozitul pe venit de 13%, un impozit pe profit redus, precum și impozite pe terenuri și codurile juridice. Ca prim-ministru, Putin a supravegheat pe scară largă reformele militare. Rusia și-a afirmat pozitia ca superputere energetică. A sprijinit industria nucleara și industria de apărare. Investițiile străine au crescut în sectoare precum industria auto.
În august 2008, a început războiul ruso-georgian ca urmare a unei operațiuni militare lansate de către forțele georgiene contra regimului separatist oset. Pe data de 8 august, Rusia a trimis forțe în sprijinul oseților. În urma acestui război, Oseția de Sud a fost recunoscută ca entitate statală de Federația Rusă, Georgia la rândul ei pierzând de facto controlul asupra acestei regiuni. S-a proclamat recunoașterea parțială a independenței Abhaziei și Osetiei de Sud.
Multe dintre acțiunile lui Putin sunt considerate de opoziție și de observatorii străini ca fiind nedemocratice. Indicele democrației declar că Rusia tinde să devină un regim autoritar. În 2014, Rusia a fost suspendată temporar din G8 ca urmare a anexării Crimeei pe fondul protestelor și luptelor cu separatiștii ruși in Ucraina. După invadarea Ucrainei în 2022, Rusia a fost sancționată economic și diplomatic, Curtea Penală Internațională deschizând și o anchetă, încă în desfășurare, cu privire la crime de război. Și înainte și după invazia din Ucraina, în Rusia a funcționat o cenzură strictă a informațiilor. Numeroși oponenți ai lui Vladimir Putin au fost arestați și condamnați pe motive politice sau au fost uciși în condiții dubioase.

## Statele-satelit
Cele opt state din estul Europei devenite comuniste erau democrații populare. Propagandistic, se consideră că s-au desfășurat revoluții populare care au răsturnat vechile regimuri. Noile regimuri au fost instaurate prin influență URSS și a armatei sovietice. 
Partidul Comunist din Cehoslovacia avea cei mai mulți membri din zonă. În toate statele comuniste schimbarea a fost legată de Fronturi Naționale. În Ungaria erau 30.000 de membri, în România erau 1.000 de membri de partid. Cu alegeri falsificate, în urmă presiunilor făcute, au ajuns la putere guverne din care făceau parte comuniști, ca ulterior guvernele să fie controlate pe deplin de comuniști. 
Poliție politică a fost creată în multe state: 
- Albania: Sigurimi
- Bulgaria: DS
- Republica Democrată Germană: STASI
- Cehoslovacia: STB,
- România: Securitatea
- Ungaria: AVO (din 1956, AVH)
- Polonia: UB
- Iugoslavia: UDBA

Comunizarea s-a făcut prin unirea partidelor comuniste cu partide socialiste, social-democrate, iar pe plan economic-industrial, au fost naționalizate întreprinderile și au fost introduse planurile cincinale, în timp ce în agricultură au fost aplicate reforme agrare, inclusiv colectivizarea. 
Comunismul părea bine pus la punct, un sistem rigid bine aplicat prin intermediul terorii și controlului, dând impresia de stabilitate. Modul de conducere nu era deloc democratic așa cum pretindea. În spatele aparențelor propagandistice, statele comuniste au cunoscut crize permanente și cronice. Categoriile sociale nu mai aveau identitatea de odinioară și nu mai există permeabilitate socială. Nu mai există posibilitate de profit, de îmbogățire, de urcare pe scară ierarhică, nu mai există conceptul de concurență. 
În 1947, la începutul Războiului Rece, în apropiere de Varșovia, toate partidele comuniste est-europene, inclusiv și cel italian, s-au întrunit, formând Biroul Informativ al Partidelor Comuniste și Muncitorești, militând propagandistic pentru pace și bunăstare. Sediul Biroului era în Iugoslavia. 
Conflictul dintre Iugoslavia și URSS a izbucnit însă din martie 1948, după ce Tito nu acceptă tutela brutală stalinistă, Iugoslavia fiind în cele din urmă exclusă din rândul societăților comuniste. Tito a condus lupta de partizani și nu a cedat nicio clipă în față ideii că va conduce întreagă Iugoslavie, urmând o politică națională și proprie. Iugoslaviei i-au fost impuse sancțiuni economice, fiindu-i redus sprijinul financiar și material de către statele vecine. Abia în timpul lui Hrușciov, relațiile dintre URSS și Iugoslavia s-au îmbunătățit. 
În perioada 1948-1949 se desfășurau epurările și procesele unor lideri staliniști din estul Europei și în cadrul partidelor comuniste. 
În România de exemplu, din Partidul Comunist, care avea 1.3 milioane de membri, 30% dintre aceștia au fost înlăturați. Lucrețiu Pătrășcanu a fost executat. În Ungaria, Laszlo Rajk a fost condamnat la moarte și executat, fiind acuzat pentru faptul că era prieten cu Tito. În Bulgaria, Traycho Kostov a fost acuzat că în negocierile cu URSS a apărat interesele Bulgariei. În Albania, Dzodze, dușmanul lui Hoxha, a fost judecat. În Polonia nu existase nicio condamnare. 
În Cehoslovacia, în anii 1950-1951, Rudolf Slánský, un stalinist convins, milita pentru anihilarea inamicilor interni și externi. Deși printre liderii comunist se aflau și evrei, Stalin era înclinat spre antisemitism și se împotrivea creării Israelului. 
Au izbucnit revolte muncitorești. În 1953 are loc o revoltă în Cehoslovacia în urmă măsurilor economice negândite și nejustificate aplicate în orașe că Praga și Plzen. Tot în același an, în RDG, pe granița fixată, are loc o revoltă antisovietică, țintind spre simbolurile sovietice. Represiunea a fost dură. Revoltele s-au extins în 200 de orașe, fiind necesară intervenția armatei. 300 000-500 000 de est-germani plecau anual în Germania de Vest. 
În 1956 are loc o revoltă în Polonia împotriva mareșalului Konstantin Rokosovski. A fost adus la conducere Wladislaw Gomulka, un lider comunist cu viziuni liberale. 
În Ungaria aducerea osemintelor lui László Rajk s-a transformat în revoluția anticomunistă din 1956. Liderii staliniști Mátyás Rákosi și Ernő Gerő s-au refugiat în Uniunea Sovietică, iar la conducere a ajuns comunistul reformist Imre Nagy. Acesta dorea instaurarea normalității și cerea retragerea Ungariei din Pactul de la Varșovia. Tancurile sovietice au pătruns în Ungaria, izbucnind un război între Ungaria și URSS. 3.000 de opozanți maghiari au fost uciși, dar și din rândul poliției politice care comitea abuzuri au fost victime. 400.000 de maghiari s-au refugiat în Austria și în alte țări vestice. 
Sovieticii credeau că pot rezolva problemele pașnic, dar Criza Suezului a reprezentat un moment de conflict între occident și URSS. Hrușciov amenință cu un război nuclear. 
În 1970 are loc o revoltă muncitorească în nordul Poloniei, în Gdansk unde erau șantiere navale, unde fusese mutată populația poloneză din estul Poloniei. Muncitorii au protestat pașnic, iar armata trimisă de Gomulka a tras în oameni. S-a produs o ruptură între armata și populație. În 1968 a avut loc o demonstrație a intelectualilor, reprezentând o piesă de teatru antisovietică. În 1980, polonezii au creat sindicate libere, cu revendicări economice și sociale, conducător fiind Lech Walesa, un lăcătuș din Gdansk. A fost însă instaurată o dictatură militară, sindicatul Solidaritatea fiind interzis. Walesa s-a ascuns până în 1988 când au avut loc alegeri libere câștigate de Solidaritatea. Regimul comunist a fost răsturnat pașnic în Polonia. Cea mai importantă rezistență a fost dată de Polonia, care era o țară catolică și a cărei eliberare era susținută de papa Ioan Paul al II-lea, care era de origine poloneză. 
A urmat Revoluția de Catifea în Cehoslovacia unde din nou, regimul comunist a fost înlăturat pe cale pașnică. Similar s-a întâmplat și în RDG, Zidul Berlinului fiind dărâmat. În Bulgaria, Jivkov este înlăturat de la conducere. 
În România în schimb, revoluția a fost violență culminând cu execuția dictatorului Nicolae Ceaușescu și producerea a peste o mie de victime în cadrul unui conflict civil dintre securiști și militari susținători ai regimului și revoluționari. 
Albania a fost ultima țară din Europa în care s-a răsturnat regimul comunist.

## Crizele lagărului sovietic

### 1948-1958: Ruptura sovietico-iugoslavǎ
Tito avea o aură al unui lider regional datorită inițiativelor sale aplicate pe plan extern, făcând presiuni asupra Albaniei în 1946 să semneze o serie de acorduri vamale și monetare care o transformau într-o a VII-a republică a Federației Iugoslave. Se dorea crearea unei federații balcanice compusă și din Iugoslavia, România, Bulgaria, Ungaria și Cehoslovacia. Stalin era nemulțumit însă de manifestarea individualităților în jurul său. A sabilit limite clare în cadrul cărora puteau evolua tinerele democrații populare, iar demersurile lui Tito erau supărătoare și amenințătoare la adresa dictatorului sovietic și URSS-ului. Tito era un stalinist strălucit, adoptând măsuri sovietice pentru a-și atinge obiectivele: arestarea opozanților, strivirea rezistenței anticomuniste, dizolvarea partidelor, adoptarea modelului economic de dezvoltare. 
Tito era considerat de Kremlin a fi conciliant în relația cu foștii moșieri, criticat de lipsa democrației în cadrul partidului sau și că era ostil consilierilor sovietici. Astfel, în martie 1948, Stalin și-a retras consilierii, iar la 28 iunie 1948, Cominformul a condamnat politica lui Tito, Stalin chiar forțând înlocuirea acestuia la conducerea partidului cu oameni loiali Moscovei. La 28 iulie, a fost convocat Congresul Partidului Comunist Iugoslav care a decis să-l sprijine pe Tito și să elimine elementele staliniste din partid. 
Se crease un curent antistalinist la nivelul celorlalte state socialiste. Se dorea constituirea la frontieră Iugoslaviei a unei zone care să fie formată din state neutre. Revoluția maghiară a fost momentul inițial al celei de-a două rupturi între Iugoslavia și URSS. Curentul stalinist de la Moscova se dovedea a fi mai puternic, reprezentanții acestuia cerându-i lui Tito să-l sprijine pe Erno Gero și nu pe Imre Nagy. Tito a realizat capcana căreia îi fusese întinsă și a încercat să se disculpe de gestul său, afirmând că eventimentele de la Budapesta nu dobândeau un caracter revoluționar dacă s-ar fi sprijinit pe consiliile muncitorești. Liderii est-europeni au lansat acuzații asupra sa pentru caracterul anti-sovietic. Hrușciov nu i-a mai luat apărarea, ieșind la iveală ostilitatea mocnită împotriva să. Ruptura s-a produs pe fondul Conferinței internaționale a partidelor comuniste de la Moscova în noiembrie 1957 când Tito a refuzat să mai participe din cauză că maniera de abordare a problemelor se apropia mai degrabă de politică Chinei comuniste a lui Mao Zedong. Iugoslavia a semnat doar manifestul pentru pace. La 13 martie 1958, Tito a publicat un document care conținea orientările majore ale Partidului Comunist Iugoslav și principiile pe care se axa în relațiile dintre țările socialiste-egalitate și neamestec în treburile interne. Nemulțumirea URSS și Chinei a fost mare, anulând creditele promise Iugoslaviei anul anterior.

### Schisma sino-sovieticǎ (1957-1963)
Mao nu contestase autoritatea URSS până în 1957. După moartea lu Stalin, Mao îl susținea vehement pe Hrușciov. Dar încerca să-i influențeze politică externă, atacându-l pe Tito și pe Hrușciov care încerca să facă o apropiere cu occidentul. Îl obligă să promoveze o relație politică mai agresivă cu Vestul. 
Hrușciov a ignorat poziția Chinei și interesele sale: a participat în 1958 la Consiliul de Securitate privind criza din Orientul Mijlociu, alături de Chiang Kai-Shek. A participat la discuții privind stoparea experimentelor atomice, refuzând Chinei livrarea de rachete cu rază lungă de acțiune. A renunțat la susținerea revoluțiilor socialiste din lume și ignoră cererile Chinei privind sprijinul financiar. 
China și-a manifestat nemulțumirea în 1959 ca urmare a dialogului purtat de Hrușciov cu occidentul în cadrul vizitei lui Nixon la Moscova, în cadrul vizitei sale în SUA și în Franța și menținând relațiile cu India. 
În februarie 1960, China a atacat și condamnat tezele revizioniștilor contemporani care propovăduiau coexistența pașnică. Hrușciov, simțindu-se vizat, a intensificat dialogul cu occidentul, dar nedoriind să rupă relația cu China, a subminat conferință de la Paris din 1960 după ce a adus la cunoștință doborârea unui avion de spionaj american de tip U-2 pe teritoriul sovietic și a continuat să-l sprijine pe Castro în politică antiamericană. 
A început însă o cursă pentru dobândirea de aliați din rândul partidelor socialiste din alte țări. China a avut o poziție pentru sprijinul Albaniei. Hrușciov, supărat, a condamnat acțiunile Chinei în cadrul Congresului al VIII-lea al Partidului Comunist Român și a cerut convocarea unei conferințe internaționale. O luna mai târziu, Hrușciov a retras consilierii sovietici și a redus sprijinul tehnic și a exporturilor de utilaje în China. În februarie 1961, Hrușciov a suspendat ajutorul financiar acordat Albaniei și a retras personalul ambasadei sovietice de la Tirana, refuznd să mai convoace Albania la ședințele CAER. China i-a oferit un împrumut de 125 milioane de dolari micului său aliat și a criticat conduită lui Hrușciov din timpul crizei rachetelor din octombrie-noiembrie 1962. În urma desfășurării unor incidente la frontieră dintre cele două puteri, în 1963 a avut loc o ultima tentativă de reconciliere care nu s-a mai produs după ce din iulie 1963, ruptură dintre cele două puteri a fost definitivă. 
Apare astfel un nou pol de putere în lagărul comunist, China având că aliați Albania, Coreea de Nord, Vietnamul de Nord, și partidele comuniste din Indonezia, Japonia, Laos, Malaezia, Thailanda, Vietnamul de Sud și Nouă Zeelandă.

### Primăvara de la Praga (1968)
În anii 60', pe plan mondial, a apărut un val de contestări, mai întâi în occident la nivelul unui tineret dezabuzat de valorile capitaliste, apoi în lagaril comunist. Tinerii occidentali și-au găsit refugiul în scrierile filosofice ale lui Herbert Marcuse, în concertele maraton de tip Woodstock și în sintagma "make love not war", tinerii din URSS și din zona să de influență au dezbătut ideologia marxist-leninistă, fără să o respingă complet, propunând propriile variante de socialism. 
Confruntat cu agravarea situației economice, secretarul general al Partidului Comunist Cehoslovac, Antonin Novotny, a fost nevoit la presiunile liderilor sovietici să elimine de la vârful partidului o serie de staliniști, Aleksandr Dubcek devenind prim-secretar al partidului. 
La nivelul societății apar semnele unui dezgheț, vizibile în plan cultural, dar fără caracter constant. În cadrul partidului au apărut diverse grupări de gândire în care activau membrii și non-membrii de partid ce propuneau diverse modalități de înlocuire a dogmatismului ideologic și interacționând cu nouă conducere a partidului. 
Initativele reformatoare s-au propagat cu repeziciune la nivelul societății după ce stalinismul făcuse ravagii. Reformismul lui Dubcek și al echipei sale nu a plăcut conducerii partidului care va proceda la eliminarea să. Dar lipsa de susținere a lui Brejnev l-a obligat pe Novotny să-și dea demisia de la conducerea partidului și din funcția de președinte al republicii, la 4 ianuarie 1968. Dubcek este astfel în locul sau și îi înlătura pe oamenii din fosta conducere a partidului. 
La 5 aprilie 1968 , nouă conducere a adoptat un program de acțiune care prevedea instaurarea unui sistem federal, transformarea parlamentelor în adunări legislative, delimitarea puterilor între partid și stat, revizuirea legislației electorale în direcția alegerii mai multor candidați de pe mai multe liste, crearea de consilii la nivel regional formate din sindicaliști, bancheri și consumatori, libertatea de întrunire și abolirea cenzurii, precum și chiar abolirea dictaturii partidului comunist și introducerea pluripartidismului. 
Temându-se că populațiile din celelalte state-satelit să nu fie contaminate cu virusul reformist,sovieticii se gândesc să treacă la acțiune. La 20 august 1968, trupele Pactului de la Varșovia, exceptând România lui Ceaușescu, au invadat Cehoslovacia, punând capăt experimentului care se anunță un succes. Dubcek și echipa să au fost înlăturați, iar militarii au rămas în țară. Brejnev a elaborat o doctrina care-i poartă numele și care presupunea suveranitate limitată. URSS se simțea nevoit să intervină oriunde socialismul era amenințat. Dar intervenția să i-a pătat imaginea, incetandu-se să se mai creadă în avantajele sistemului sovietic și în capacitățile sale de a se reforma structural. 

## Sărbători
| Data          | Nume românesc                            | Nume local                                   | Observații                                                  |
| ------------- | ---------------------------------------- | -------------------------------------------- | ----------------------------------------------------------- |
| 1 ianuarie    | Anul Nou                                 | Новый Год                                    |                                                             |
| 23 februarie  | Ziua armatei sovietice                   | День Советской Армии и Военно-Морского Флота | Revoluția din februarie, 1917, Formarea Armatei Roșii, 1918 |
| 8 martie      | Ziua internațională a femeii             | Международный Женский День                   |                                                             |
| 1 mai         | Ziua Muncii                              | Первое Мая - День Солидарности Трудящихся    |                                                             |
| 9 mai         | Ziua Victoriei                           | День Победы                                  | Capitularea Germaniei Naziste, 1945                         |
| 7-8 noiembrie | Marea Revoluție Socialistă din Octombrie | Седьмое Ноября                               | Revoluția din Octombrie 1917; acum numită День Примирения   |